# Archäologisches Nationalmuseum (Athen)

Portikus des Museums

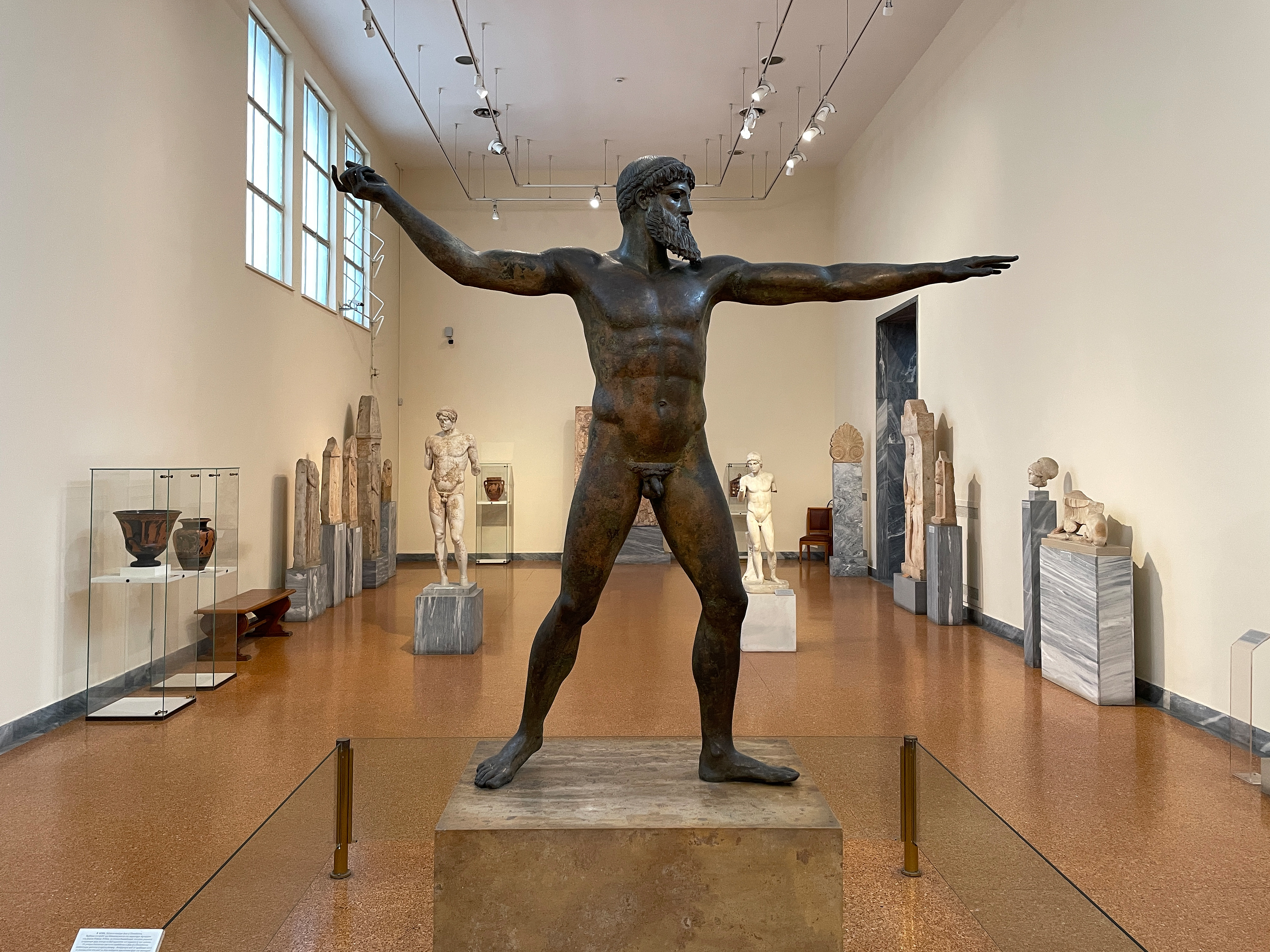
Zeus/Poseidon vom Kap Artemision, Bronzestatue um 460 v. Chr., gefunden 1926 auf dem Meeresgrund vor dem Kap Artemision

Das Archäologische Nationalmuseum (griechisch Εθνικό Αρχαιολογικό Μουσείο) in Athen ist vor allem der griechischen Antike gewidmet und gilt als wichtigste Sammlung von Kunstwerken und Gebrauchsgegenständen jener Zeit. Die 11.000 ausgestellten Objekte stammen aus allen Regionen Griechenlands, da alle wichtigen Funde bis ins 20. Jahrhundert ausschließlich dorthin gebracht wurden. Darüber hinaus gibt es eine Sammlung von Exponaten ägyptischer Kunst. Es ist das meistbesuchte Museum der Stadt.

## Geschichte und Gebäude

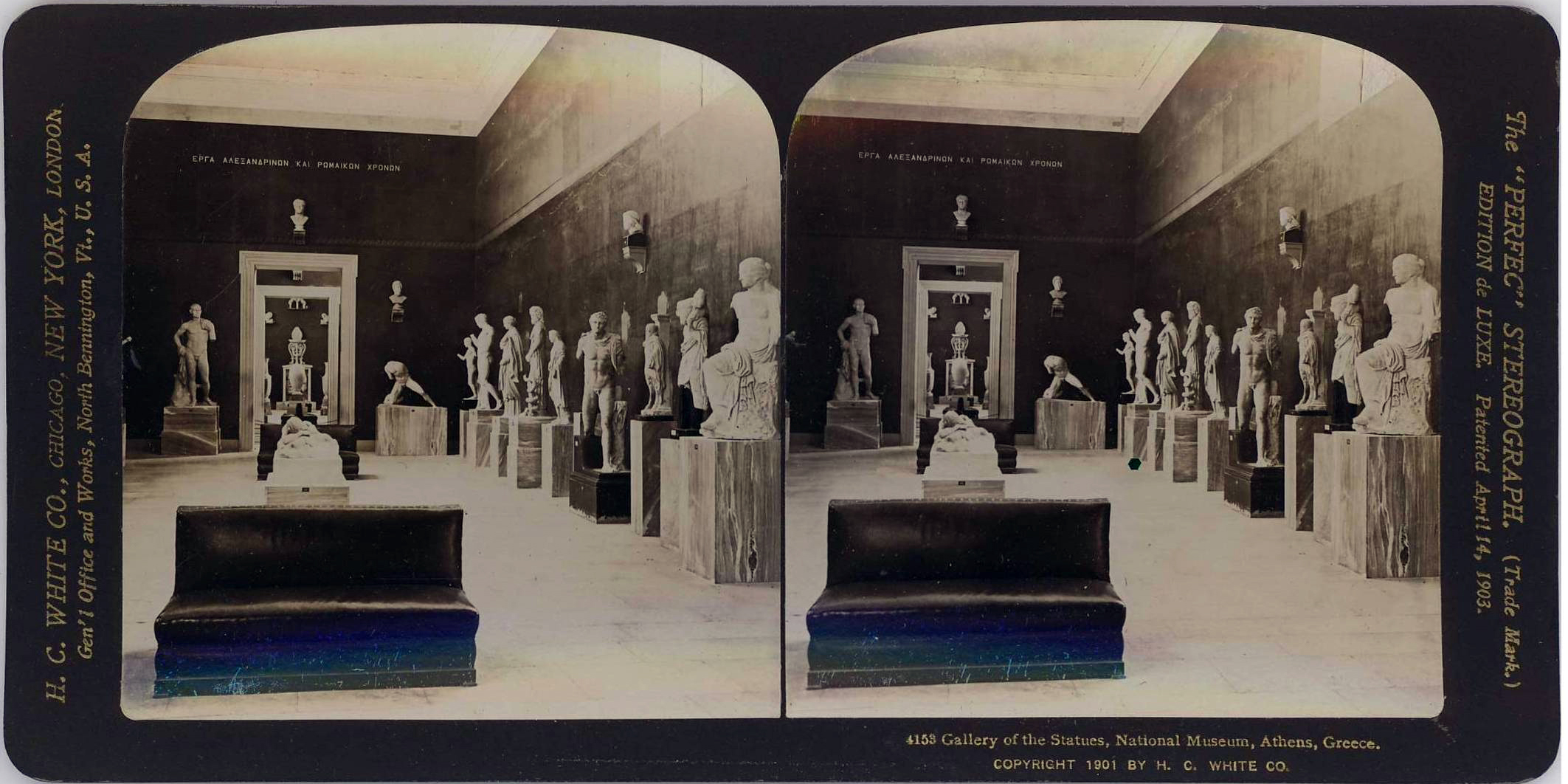
Säle des Museums, 1901

Bereits mit der Gründung des griechischen Königreichs begann die Planung eines Archäologischen Museums. Ab 1854 wurden jährlich 10.000 Drachmen aus dem Haushalt dafür zurückgestellt, 1856 spendete Dimitrios Bernardakis, ein Grieche aus Sankt Petersburg, 200.000 Drachmen. Noch im selben Jahr veranlasste König Otto eine öffentliche Ausschreibung, die durch die Akademie von München geleitet wurde. Ausgezeichnet wurde der Italiener Arturo Conti, den Auftrag zur Ausführung bekam der Architekt und Direktor der Akademie Ludwig Lange, der bereits zuvor in Griechenland tätig war. Die Pläne galten jedoch als zu teuer und die Ausführung wurde zurückgestellt. Als die Finanzierung gesichert war, begann 1866 die Ausführung unter der Leitung von Panagiotis Kalkos. Nach dessen Tod im Jahr 1875 schlug man Theophil von Hansen für die Fortsetzung der Arbeiten vor. Da er sich weigerte, nach Langes Plänen zu bauen, wurde dessen Schüler und Kollege Ernst Ziller mit der Fertigstellung des Gebäudes betraut. Von Ziller stammt die klassizistische Fassade. 1874 wurde das Hauptgebäude eingeweiht, 1881 und 1885 folgten die beiden Seitenflügel.
1933 wurde die Gesellschaft der Freunde des Archäologischen Museums gegründet, 1935 ein Seitenflügel eröffnet. 1940 wurde das Museum kriegsbedingt geschlossen und ein Großteil der Exponate an geheimen Orten in Kisten vergraben, die restlichen Objekte wurden im Keller eingelagert. Bereits 1945 konnte das Museum wieder Besucher empfangen.
Ende Februar 2009 wurde das Museum um rund 24.000 Quadratmeter Ausstellungsfläche erweitert, so dass nun über 2000 weitere antike Exponate gezeigt werden können, die bislang wegen Platzmangels in den umfangreichen Depots des Museums lagerten. Die neuen Räumlichkeiten befinden sich zum Teil unterirdisch und sind die bislang größte Erweiterung in der Museumsgeschichte. Die Baukosten betrugen rund 50 Millionen Euro.

### Direktoren
- 1829– : Andreas Moustoxydis
- 1887–1923: Valerios Stais
- Konstantinos Kourouniotis
- 1942–1964: Christos Karusos
- 1974–1976: Vasilios Petrakos
- 1999–2002: Ioannis Touratsoglou
- 2002–2012: Nikolaos Kaltsas
- 2014–2020: Maria Lagogianni-Georgakarakos
- seit 2021: Anna Vasiliki Karapanagiotou

## Abteilungen
Trotz vieler Renovierungen ist der Charakter des Museums als Ausstellungsgebäude und Sammlung des 19. Jahrhunderts präsent. Die Gegenstände werden nicht inszeniert, sondern zumeist in Schauvitrinen sehr sachlich gezeigt. Der historistische Bau sucht nicht den Kontrast zu den Exponaten, sondern verschmilzt zu einem Gesamteindruck.
Die Abteilungen sind:
- Prähistorische Sammlung mit den Unterabteilungen:
  - Neolithische Sammlung
  - Kykladensammlung
  - Thera-Sammlung
  - Mykenische Sammlung
- Skulpturensammlung (16.000 Objekte)
- Bronzesammlung (auch Sammlung der Metallarbeiten)
- Vasen- und Kleinkunstsammlung (mit 6.000 ausgestellten Objekten ist es die größte Teilsammlung, davon zeigen allein 2.500 Vasen die lückenlose Entwicklung der antiken griechischen Keramik vom 11. zum 4. Jahrhundert v. Chr.) mit spezielleren Einzelsammlungen:
  - Stathatos-Sammlung (etwa 970 Objekte von der mittleren Bronzezeit bis in die nachbyzantinische Zeit mit einem Schwerpunkt auf Goldschmuck, die Sammlung wird anders als die anderen Stiftersammlungen separat in einem Raum ausgestellt)
  - Vlastou-Serpieri-Sammlung
  - Terrakotta-Figurensammlung
  - Schmucksammlung
  - Glassammlung
- Ägyptologische Sammlung
- Zypernsammlung (850 Objekte)
- Sonderausstellungen

## Rundgang
Das Museum besitzt 52 Räume von unterschiedlicher Größe für die Präsentation, 49 Räume davon für die Dauerausstellung und drei Räume für wechselnde Sonderausstellungen. Während das Erdgeschoss fast vollständig für die Präsentation der Sammlung offen ist, abgesehen vom Anbau im Nordosten, ist im Obergeschoss nur der hintere Teil für die Öffentlichkeit zugänglich.

### Prähistorische Sammlungen
Direkt hinter dem Eingangssaal betritt man einen zentralen Flügel, der den vorderen mit dem hinteren Teil des Gebäudes verbindet. In diesen Sälen 3 bis 6 sowie im Saal 48 im Obergeschoss wird die Prähistorische Sammlung des Museums gezeigt. Hier werden Funde aus den drei aufeinander folgenden prähistorischen Hochkulturen gezeigt, der neolithischen, der kykladischen und der mykenischen Hochkultur. Sie umspannt einen Zeitraum vom 7. Jahrtausend bis etwa 1100 v. Chr. und zeigt insbesondere Funde aus dem Ägäisraum, von den Kykladen, aus Thessalien sowie aus Mykene und Thera.

#### Neolithische Sammlung

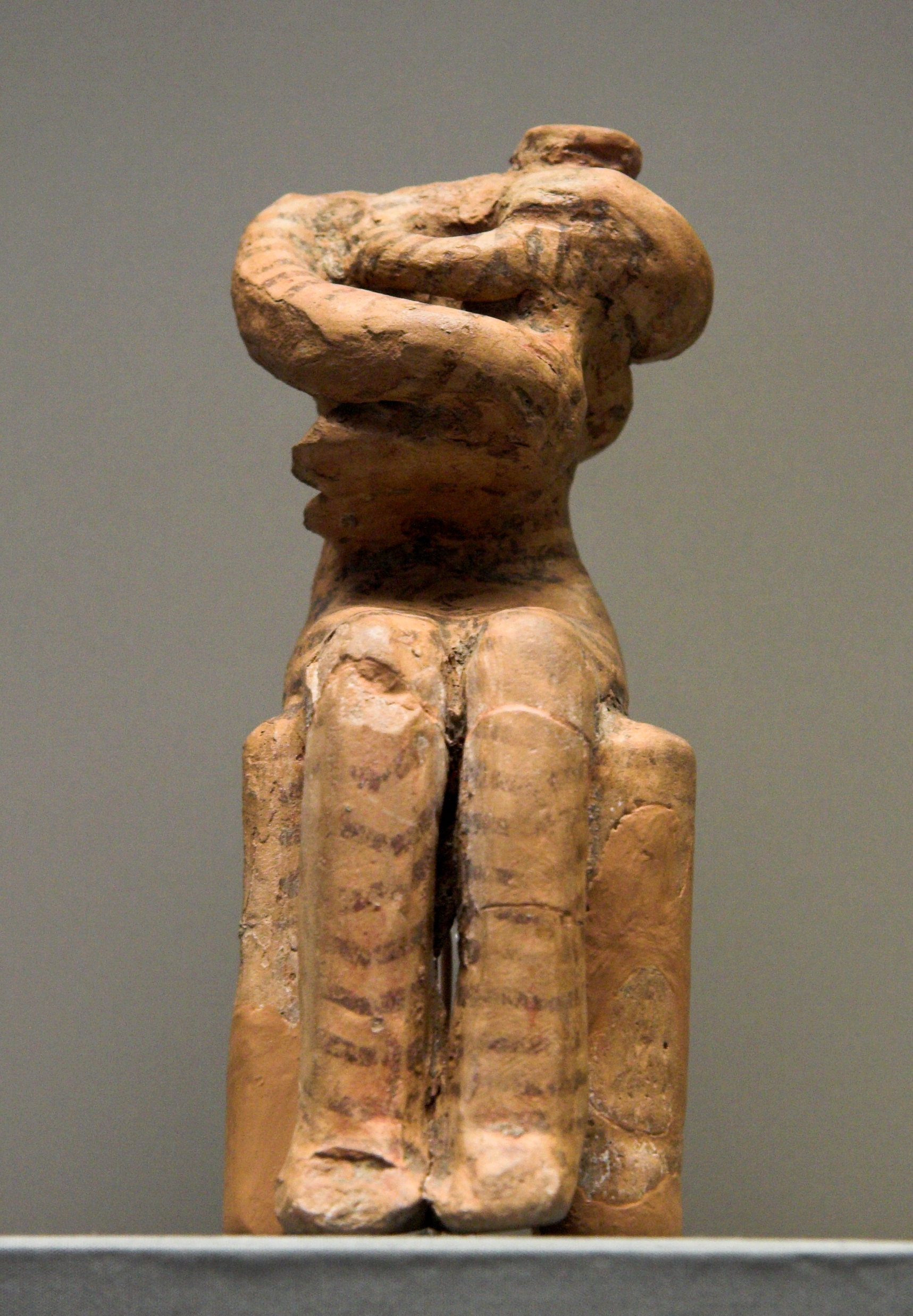
„Kurothrophos“

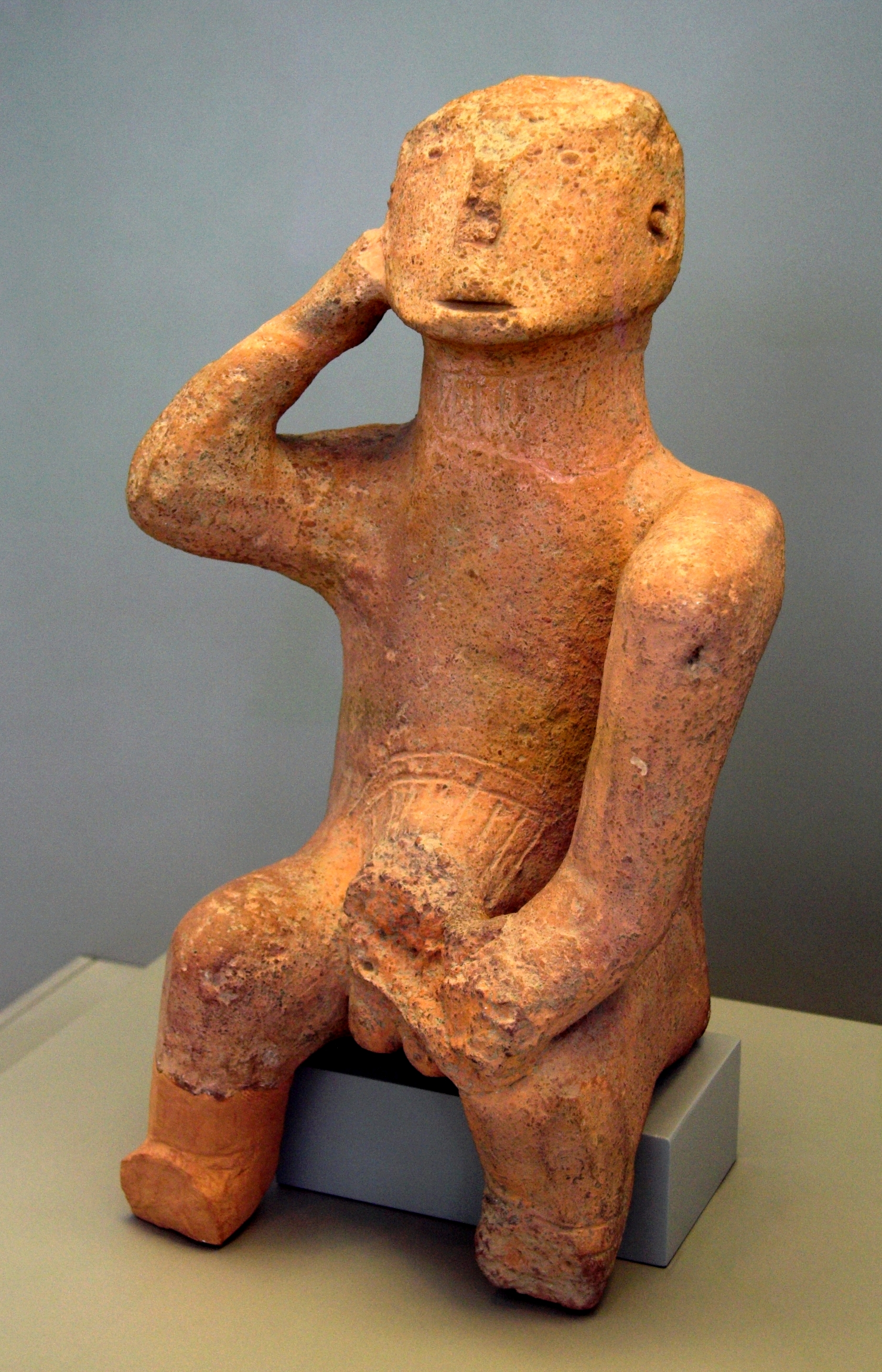
„Denker“ aus Karditsa

Die Neolithische Sammlung wird im Saal 5 ausgestellt. Sie umfasst zunächst Funde aus der neolithischen Zeit zwischen etwa 6800 und 3300 v. Chr. Es überwiegen Exponate aus Stein und Ton. Ein großer Teil der Ausstellungsstücke stammt aus den beiden großen thessalischen Zentren des Neolithikums, Sesklo aus dem mittleren und Dimini aus dem späten Neolithikum, deren Keramikproduktion sehr charakteristisch ist. Andere Funde, vor allem Vasen, Geräte und Idole aus Ton und Stein, kommen etwa aus Lianokladi oder Halai. Zudem werden Werkzeuge aus Bein und Obsidian gezeigt.
Zur Neolithischen Sammlung gehören auch Funde aus der Bronzezeit, deren frühe Phase mit dem 3. Jahrtausend v. Chr. einsetzt. Diese Frühelladische Epoche (etwa 3300 bis 2100/2000 v. Chr.) wird durch Funde aus Orchomenos, Rafina, Askitario, Agios Kosmas und Poliochni repräsentiert. Hinzu kommen von Sophia Schliemann gestiftete Funde aus Troja. Funde der Mittelhelladischen Zeit kommen aus Orchomenos, Dimini, Sesklo und Liaklonadi. Aus dieser Zeit herrscht Graumynische Keramik vor.
Bedeutende Einzelstücke sind beispielsweise der Denker, ein neolithisches Tonidol aus der Gegend um Karditsa, sowie die Kurothophos, ein Tonidol in Form einer sitzenden Frau mit einem Kind auf dem Arm.

### Skulpturensammlung
Die Skulpturensammlung gilt als weltweit bedeutendste und größte ihrer Art. Das Inventar beinhaltet gut 16.000 Nummern, von denen etwa 900 Stücke im Museum gezeigt werden. Sie sind in 30 Sälen des Erdgeschosses des Museumsgebäudes ausgestellt und nehmen somit den größten Teil des Museums ein. Die Säle (7 bis 35) sind mehr oder weniger um die beiden Innenhöfe und den Mittelbau mit der Prähistorischen Sammlung angeordnet und bilden einen chronologischen Rundgang vom Beginn der Schöpfung großplastischer Werke in Griechenland bis hin zur Spätantike. Der allergrößte Teil der Sammlung besteht aus Steinbildwerken, insbesondere aus Marmor, aber auch aus Kalkstein und anderen Steinarten. Doch gehören auch einige großplastische Bronzewerke zur Sammlung. Da viele Besucher nur diesen Rundgang machen, sind ebenfalls chronologisch in den entsprechenden Sälen einige der herausragenden Stücke der Kleinkunst, insbesondere der Keramik, in der Skulpturensammlung ausgestellt.
Mit dem Katalog Sculpture in the National Archaeological Museum, Athens wurden 2002 erstmals alle ausgestellten Skulpturen der Sammlung in einer Publikation veröffentlicht.

#### Saal 7: Dädalischer Stil

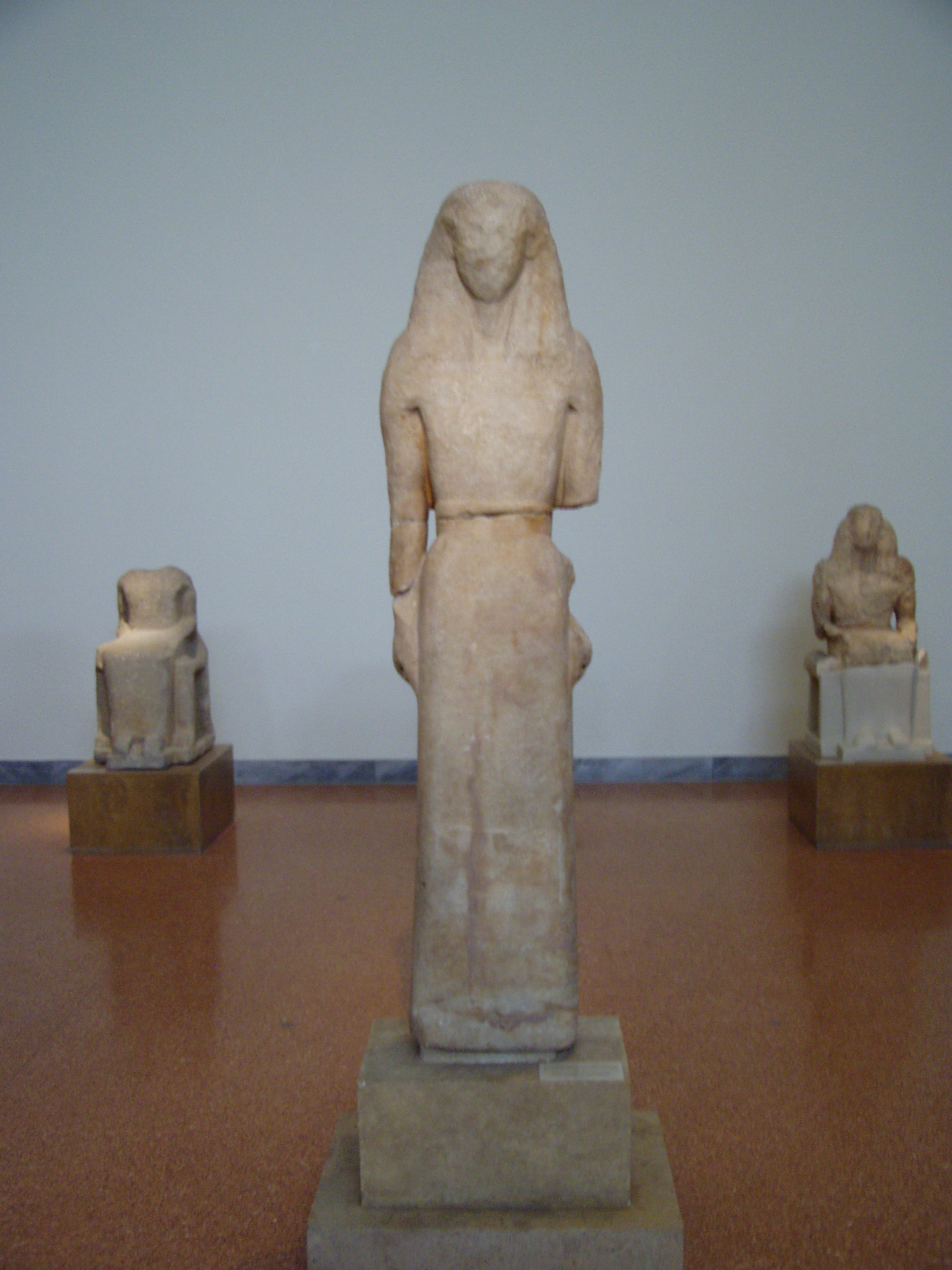
Statue der Nikandre.

Mit Werken des sogenannten Dädalischen Stils beginnt die Zeit der archaischen Plastik in Griechenland. Es werden unter anderen aus Poros gefertigte Reliefs vom Athena-Tempel in Mykene sowie drei weibliche Sitzstatuen gezeigt. Bedeutendstes Werk ist die Statue der Nikandre, die im Oikos der Naxier auf Delos aufgestellt war. Bei der Skulptur handelt es sich um die früheste bekannte lebensgroße Plastik, die in Griechenland gefertigt wurde.

#### Säle 8 bis 13: Archaische Kunst
In sechs Sälen werden Steinbildwerke aus der Zeit vom Ende des 7. Jahrhunderts v. Chr. bis zum Ende der Perserkriege um 480 v. Chr., die den Beginn der Klassik einläuten, gezeigt. Besonders charakteristisch für diesen Abschnitt der griechischen Skulptur sind die Kouros- und Korenstatuen. Das Archäologische Nationalmuseum beherbergt die größte Zahl solcher nackten Jünglingsstatuen, die Zahl der Koren ist geringer. Zu den bekanntesten Werken gehören der Sounion-Kouros und der Kroisos-Kouros sowie die Kore Phrasikleia. Zu Letzterer gehört wahrscheinlich ein männliches Pendant, beide Statuen wurden wohl von Aristion von Paros geschaffen. Die starken Kouroi aus Athen werden durch einen melischen Kouros kontrastiert, der weitaus schlanker und schwächlicher wirkt. Weitere bedeutende Werke sind der Kouros von Volomandra sowie der Kouros von Kea. Vor allem der Kouros von Kea zeigt den künstlerischen Übergang, an dem die Künstler lernen ihre Werke als geschlossene Einheit und nicht nur als Werk in mehreren Teilen zu sehen. Die Anatomie wird im Laufe der Zeit immer besser und immer detaillierter herausgearbeitet. Der Kroisos-Kouros zeigt schon eine ausgearbeitete Muskulatur. Eine weitere Gruppe von Kuroi wurden im Apollon-Heiligtum im Ptoon-Gebirge in Böotien gefunden, hier ragt Kouros mit angewinkelten und ausgestreckten Armen heraus. Am Ende der Kouroi steht der im letzten Jahrzehnt des 6. Jahrhunderts v. Chr. geschaffene Aristodikos, der schon stark auf die klassische Plastik weist und nicht mehr viel mit der strengen Formensprache der frühen Kouroi gemein hat.
Neben den Kouroi und Koren sind vor allem Reliefs ausgestellt. Zumeist handelt es sich um Grabstelen, die schon eine Entwicklungslinie aus der mykenischen Zeit haben. Qualitativ herausragend ist das Fragment einer Grabstele („Stele Diskophorou“), das den Kopf eines Jünglings vor einem erhobenen Diskos zeigt. Ebenfalls bedeutend ist das Relief eines Waffenläufers. Der nackte Krieger wird in Bewegung gezeigt, möglicherweise während eines Waffentanzes. Dabei wird die Trapezform des Steins in idealer Weise ausgenutzt. Ein weiteres bekanntes Stück ist die Grabstele des Aristion des Bildhauers Aristokles.

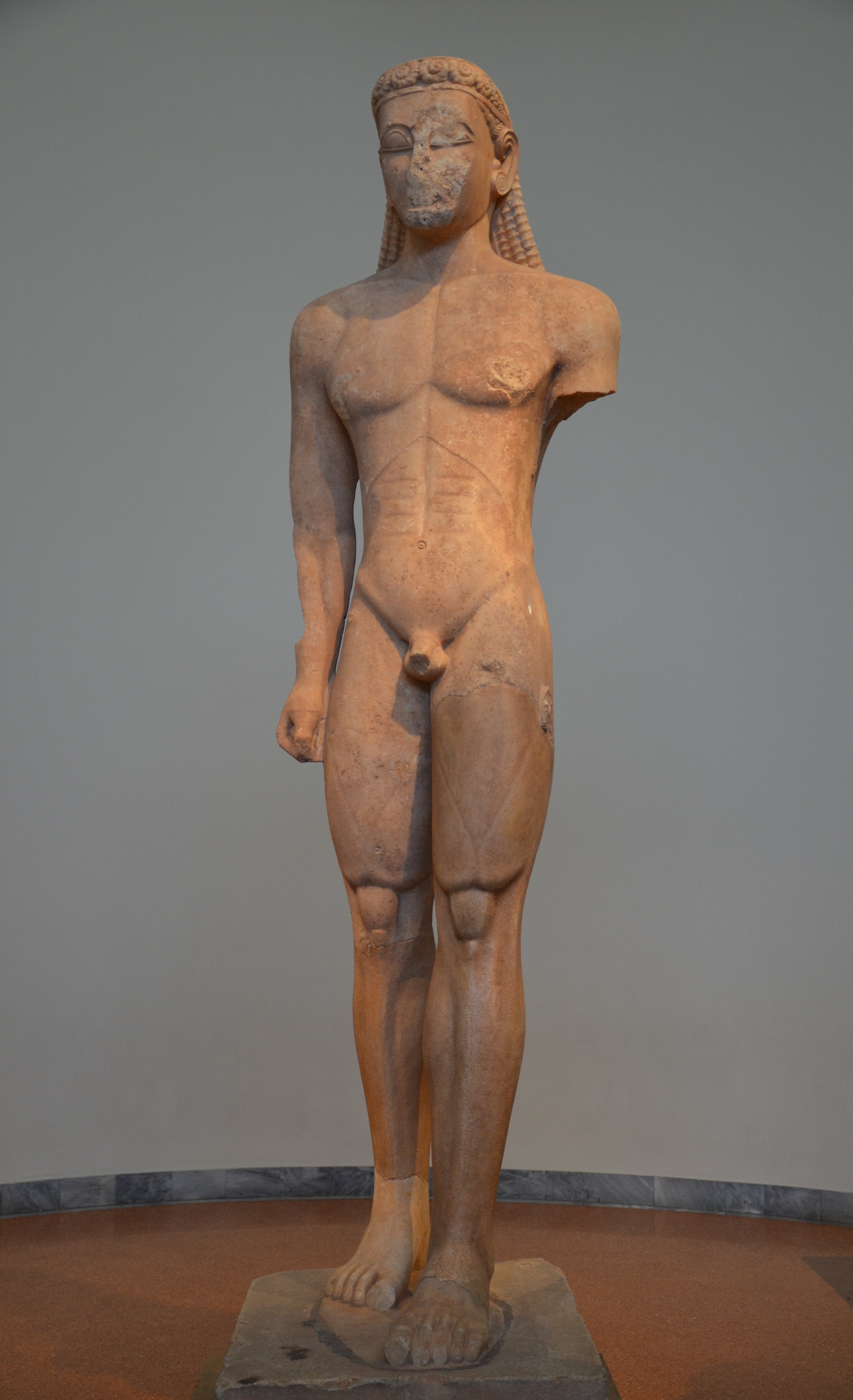
Sounion-Kouros
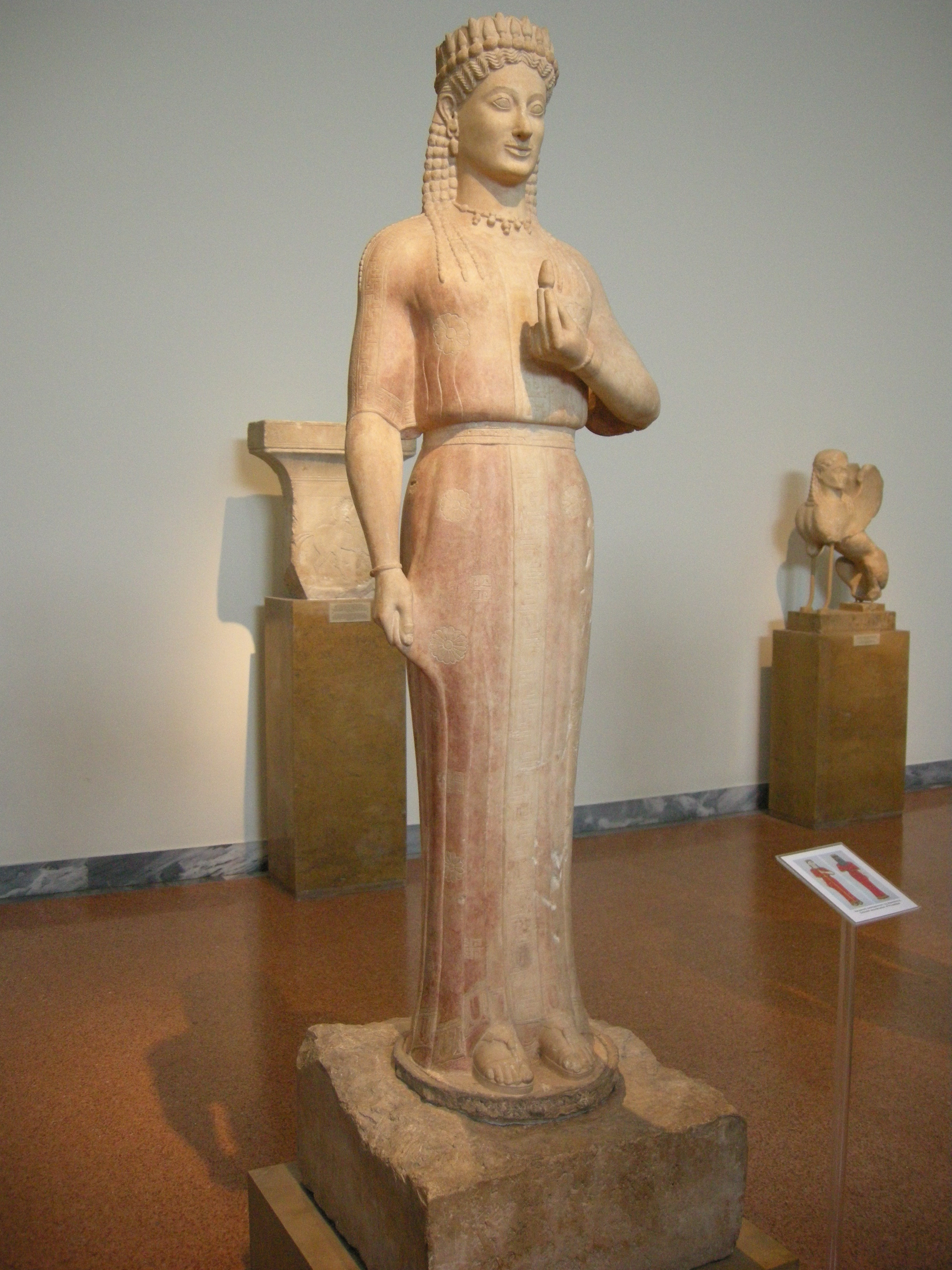
Kore Phrasikleia
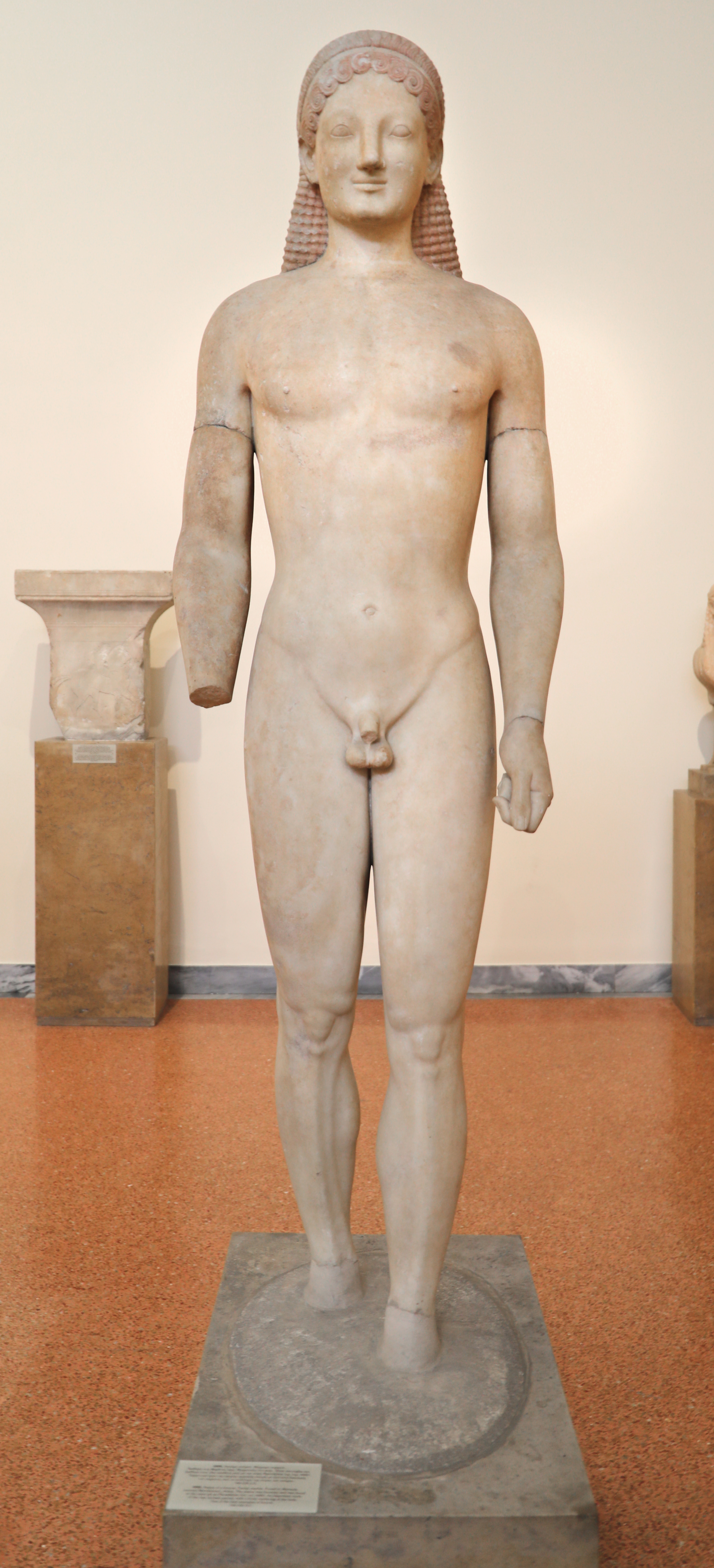
Das männliche Pendant zur Kore Phrasikleia
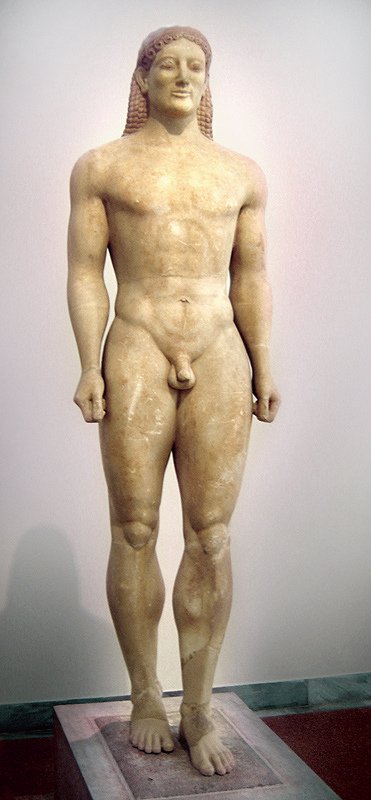
Kroisos-Kouros
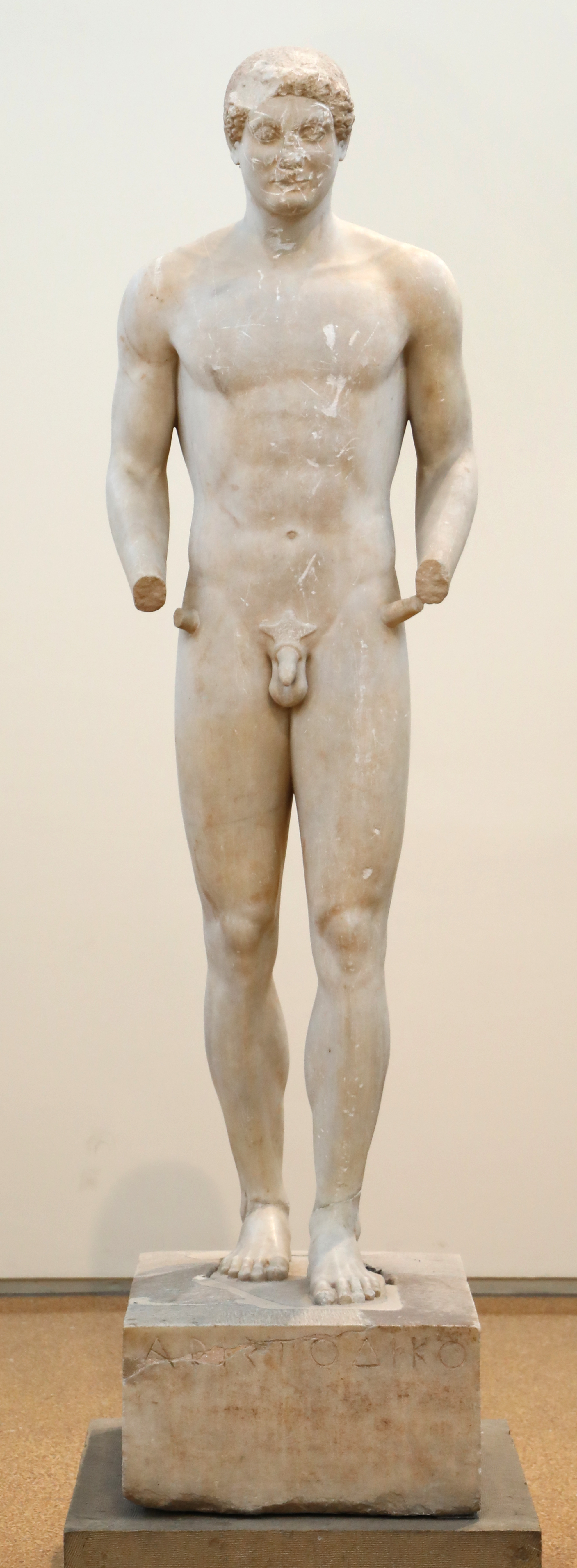
Aristodikos
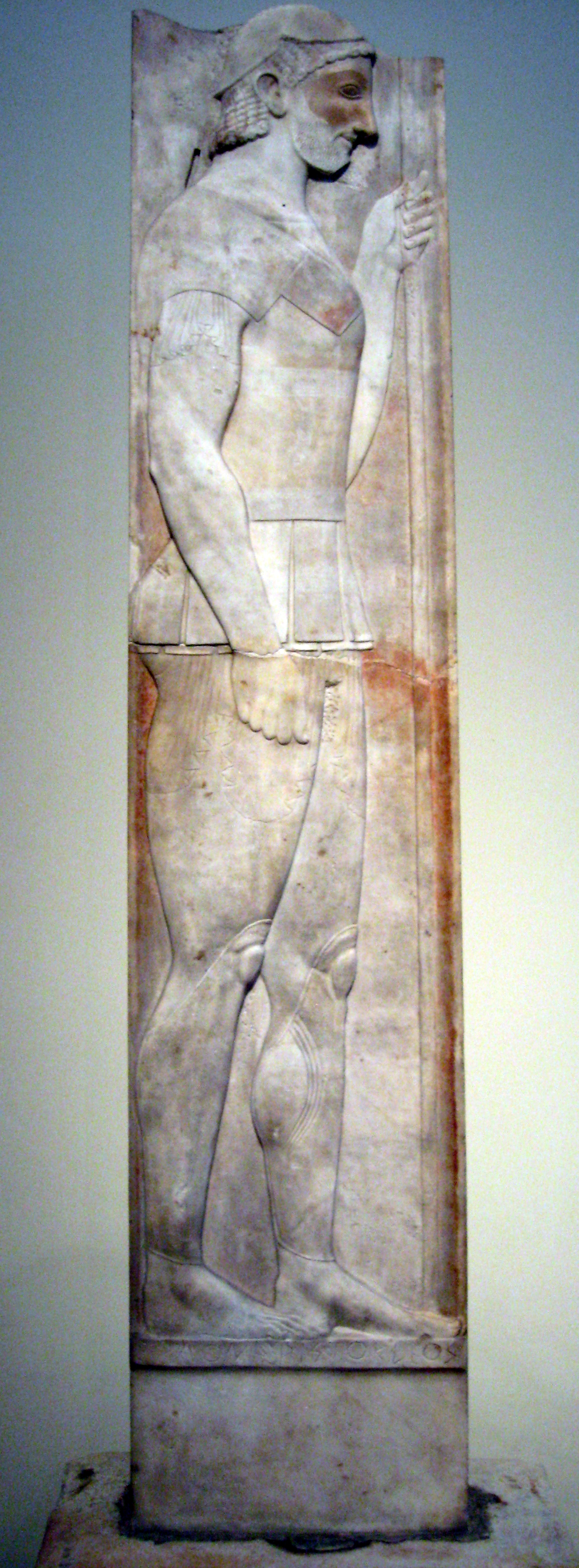
Grabstele des Aristion
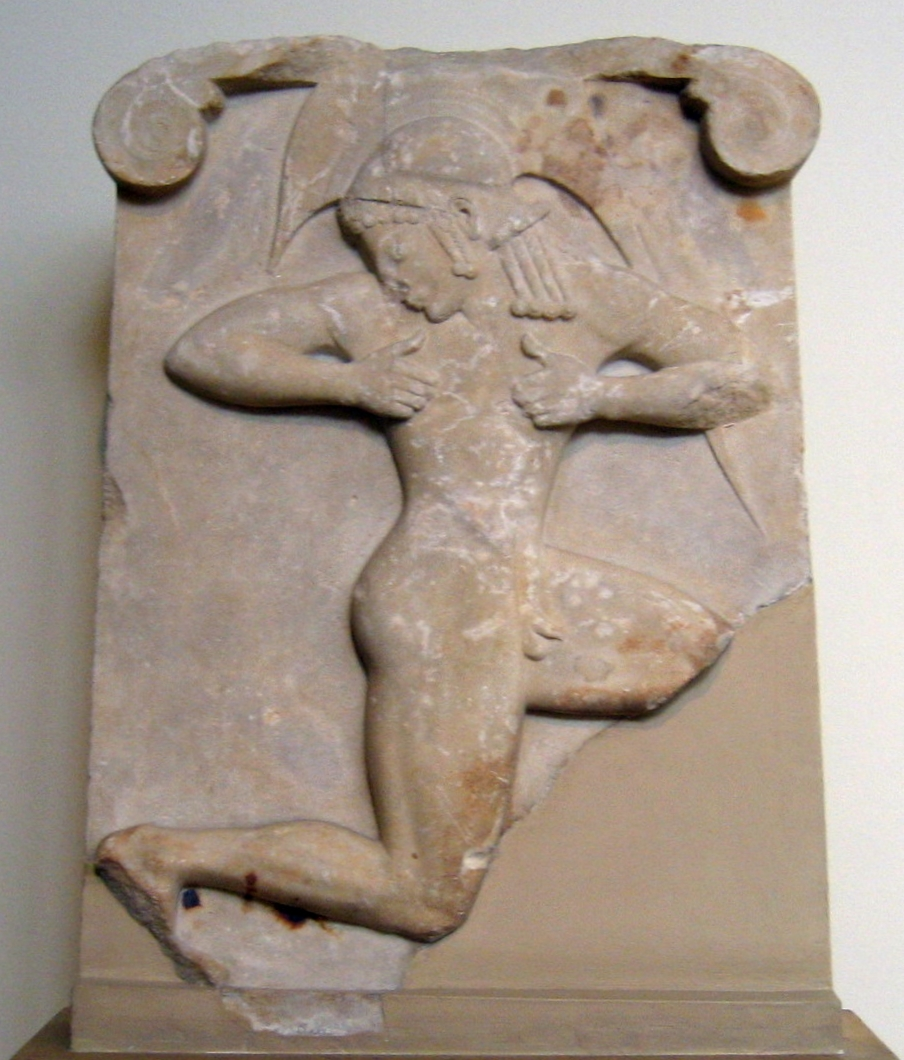
Relief eines Waffenläufers

#### Säle 14 und 15: Strenger Stil

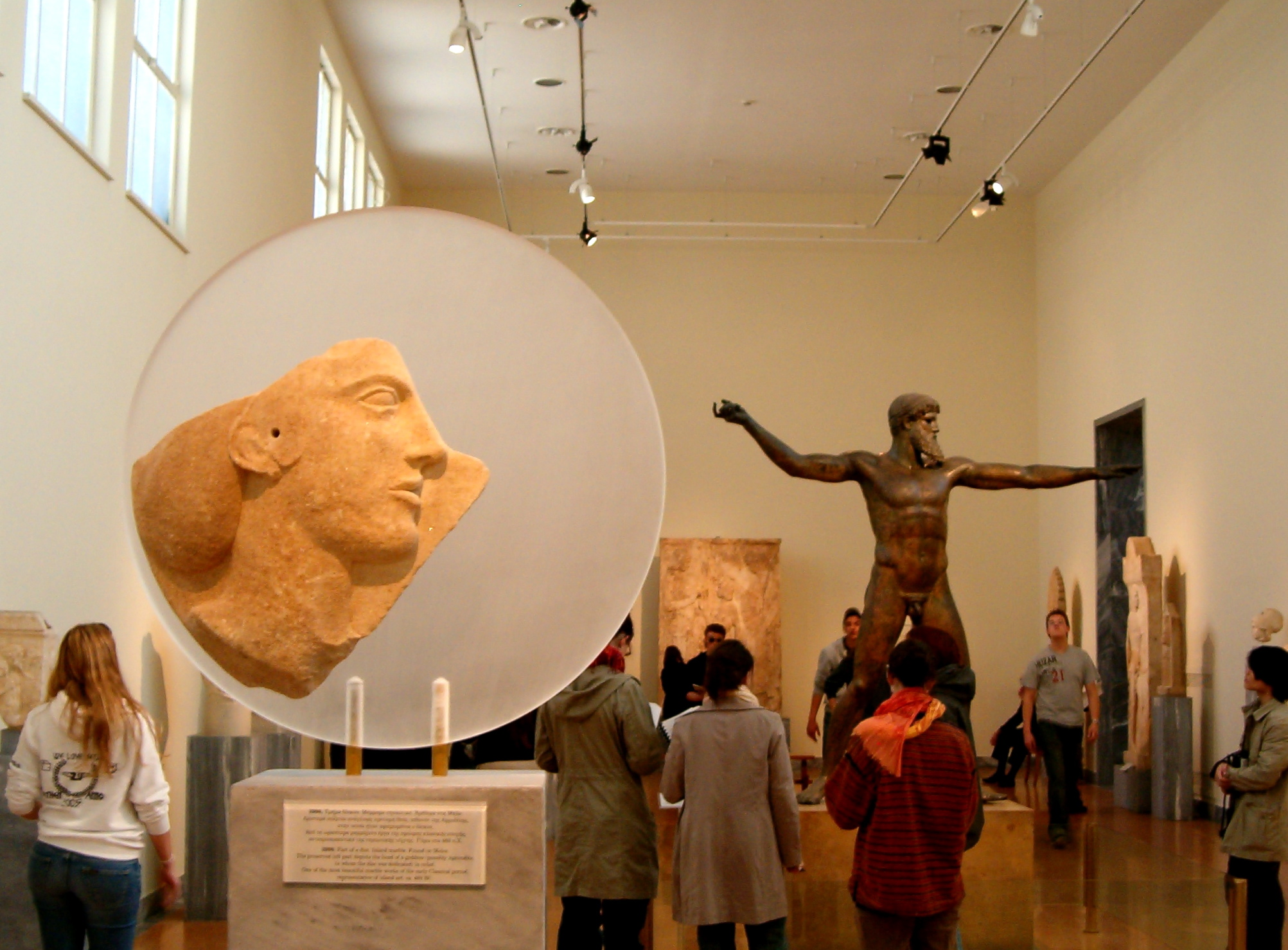
Blick in Saal 15

Zu Beginn der beiden Räume, die Skulpturen des sogenannten „Strengen Stils“ beherbergen, finden sich Köpfe und Hände aus dem Aphaiatempel auf Ägina. Zum Teil handelt es sich hierbei um Giebelfiguren, zum Teil aber auch um Weihgeschenke. Der „Strenge Stil“ begann mit dem Ende der Perserkriege um 480 v. Chr. und dauerte bis in die Mitte des 5. Jahrhunderts v. Chr., wo er von der Parthenonzeit abgelöst wurde. Der zweite Raum wird durch die überlebensgroße Bronzestatue des Poseidon oder Zeus vom Kap Artemision dominiert, möglicherweise einer Arbeit des Bildhauers Kalamis, die um das Jahr 460 v. Chr. datiert wird. Gezeigt wird auch der Omphalos-Apoll, obwohl es sich hierbei um eine Marmorkopie aus dem 1. Jahrhundert handelt, die ein ebenfalls um 460 v. Chr. entstandenes frühes Bronzewerk des Phidias kopiert. Weiters werden verschiedene Grabreliefs ausgestellt, die aufgrund der Gesetzgebung des Kleisthenes vom Ende des 6. Jahrhunderts v. Chr., das Grabluxus untersagte, durchweg nicht aus Attika stammten. Die Stele der Amphotto stammte aus Theben, das Weihrelief mit Aphroditekopf stammt von Melos. Das attische Relief hingegen wird durch die Votivstele eines sich selbstkrönenden Jünglings repräsentiert.

#### Saal 16: Attische Grabreliefs vom Ende des 5. Jahrhunderts. v. Chr.
Während des Peloponnesischen Krieges wurden die Gesetze gegen den Grabluxus in Athen wieder aufgehoben. Die ersten Grabreliefs sind noch eher klein, flach, zurückhaltend und zeigen selten mehr als ein oder zwei Figuren. Schnell nehmen sie aber wieder an Monumentalität zu. Von Beginn an sind die Werke vom Parthenon-Fries beeinflusst. Die Grabstele eines Jünglings aus Salamis wird gar dem Phidiasschüler Agorakritos zugeschrieben. Neben Grabreliefs waren auch marmorne Lekythen mit Reliefschmuck verbreitet. Die Grablekythos für Myrrhine zeigt den Seelengeleiter Hermes Psychopompos, wie er eine Frau in die Unterwelt geleitet.

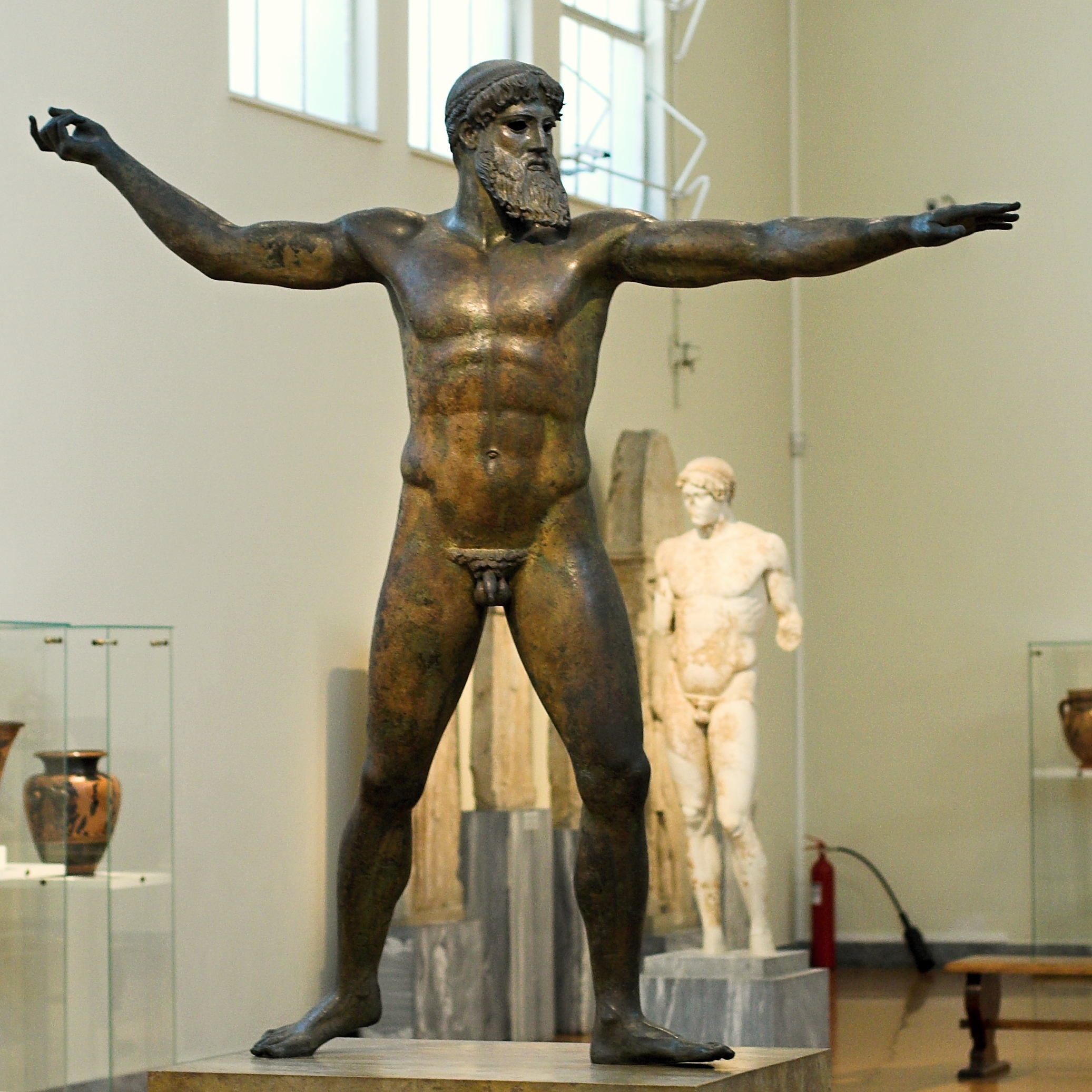
Gott vom Kap Artemision
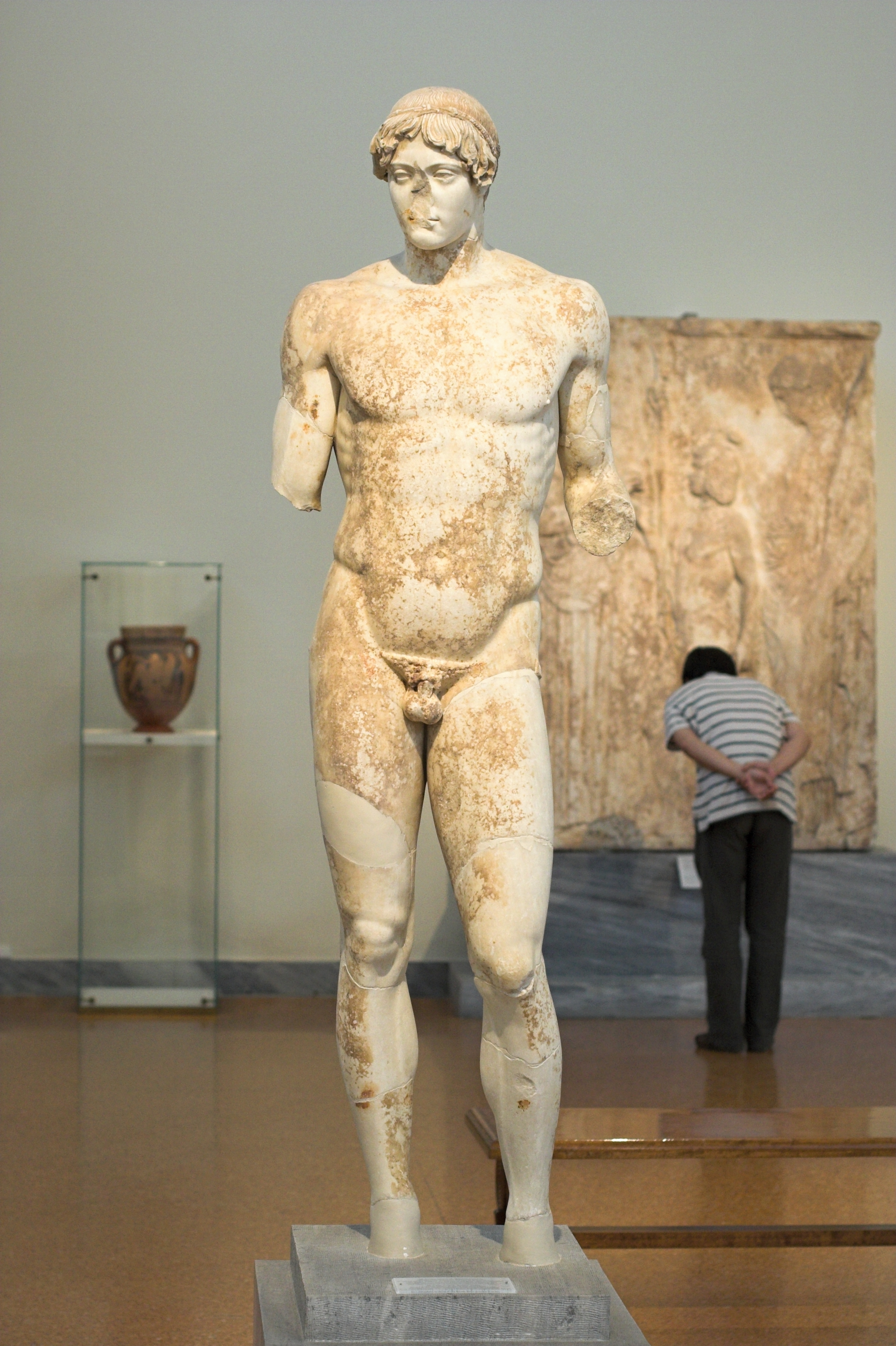
Omphalos-Apoll
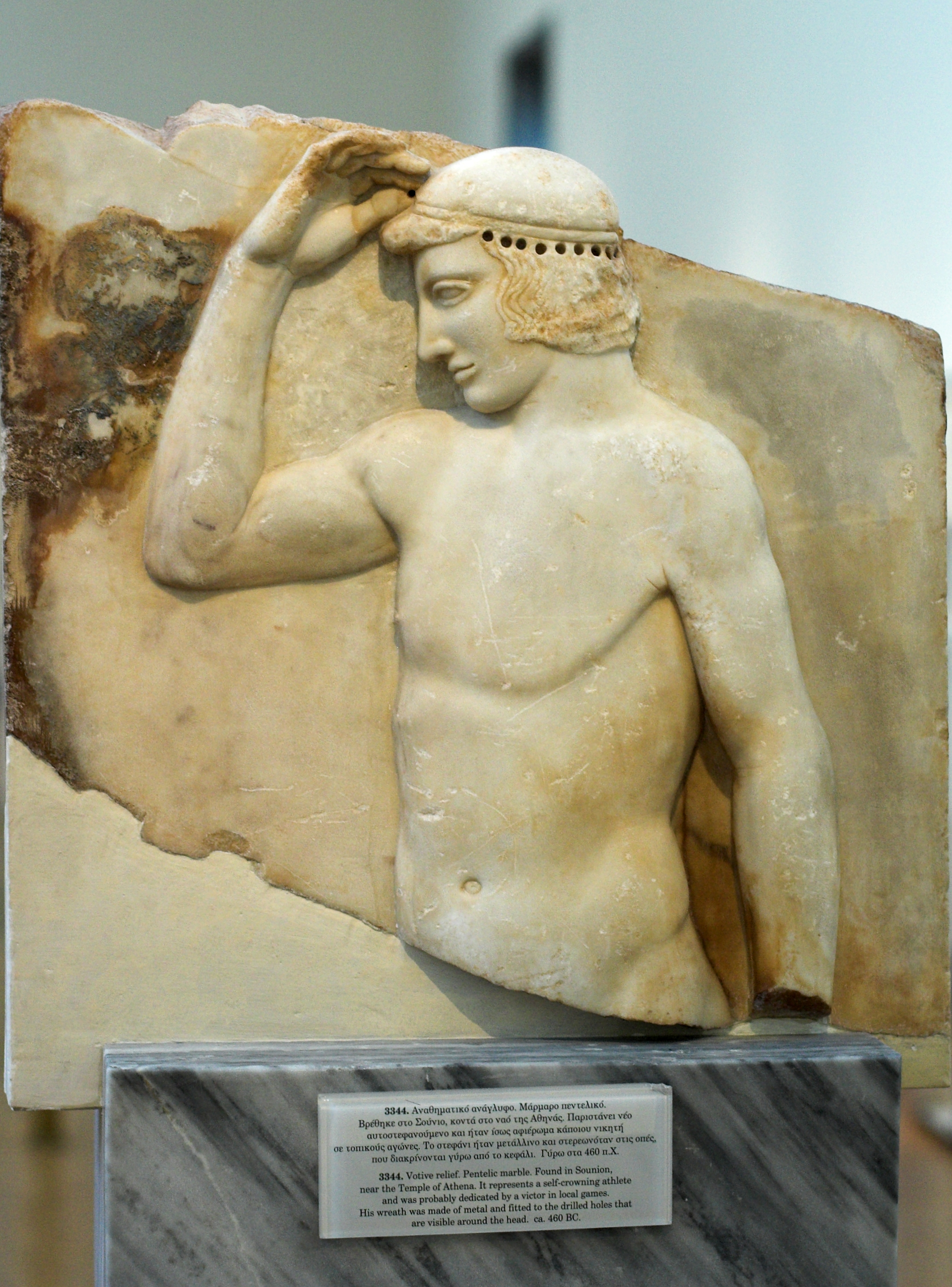
Votivstele eines sich selbstkrönenden Jünglings
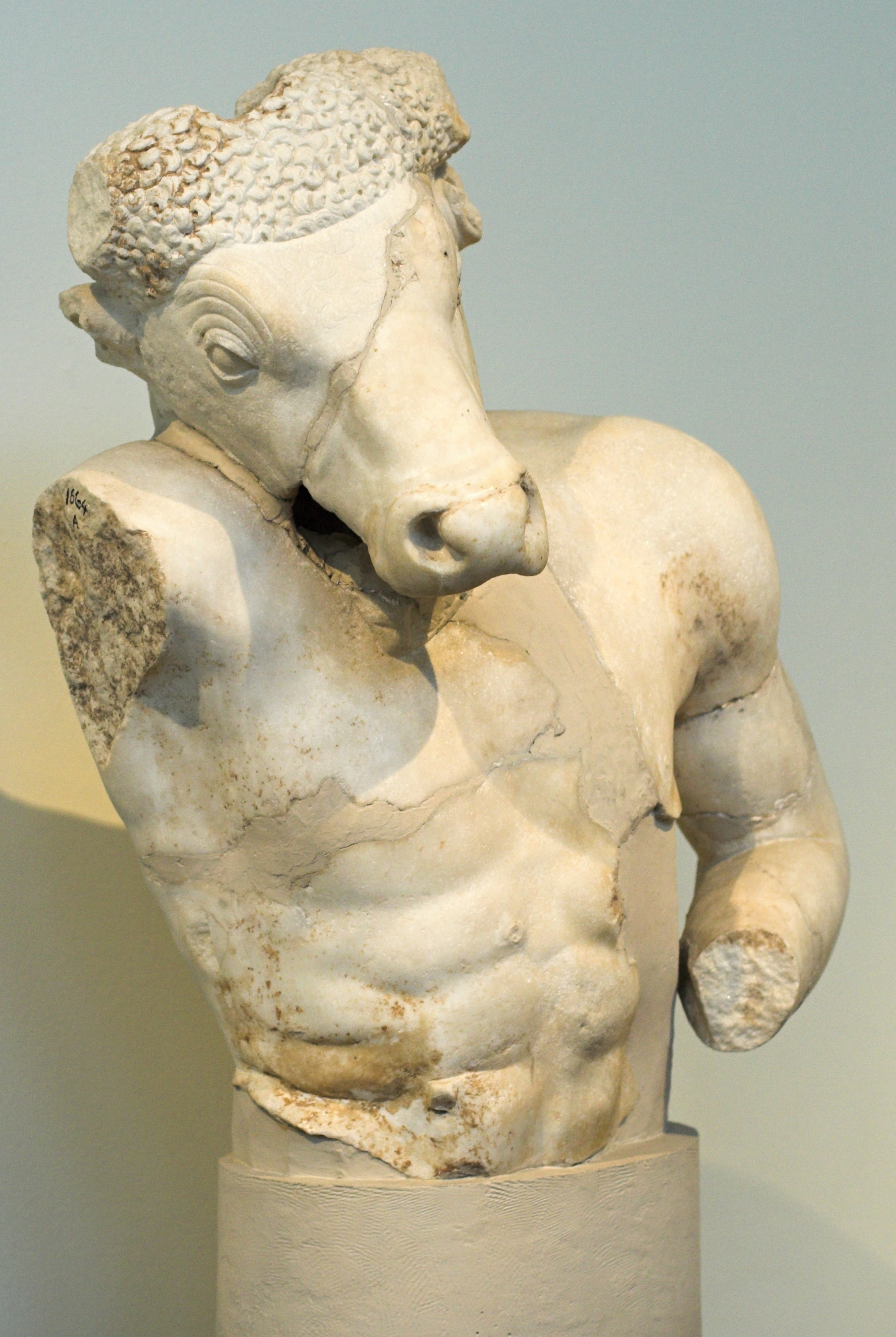
Torso des Minotauros
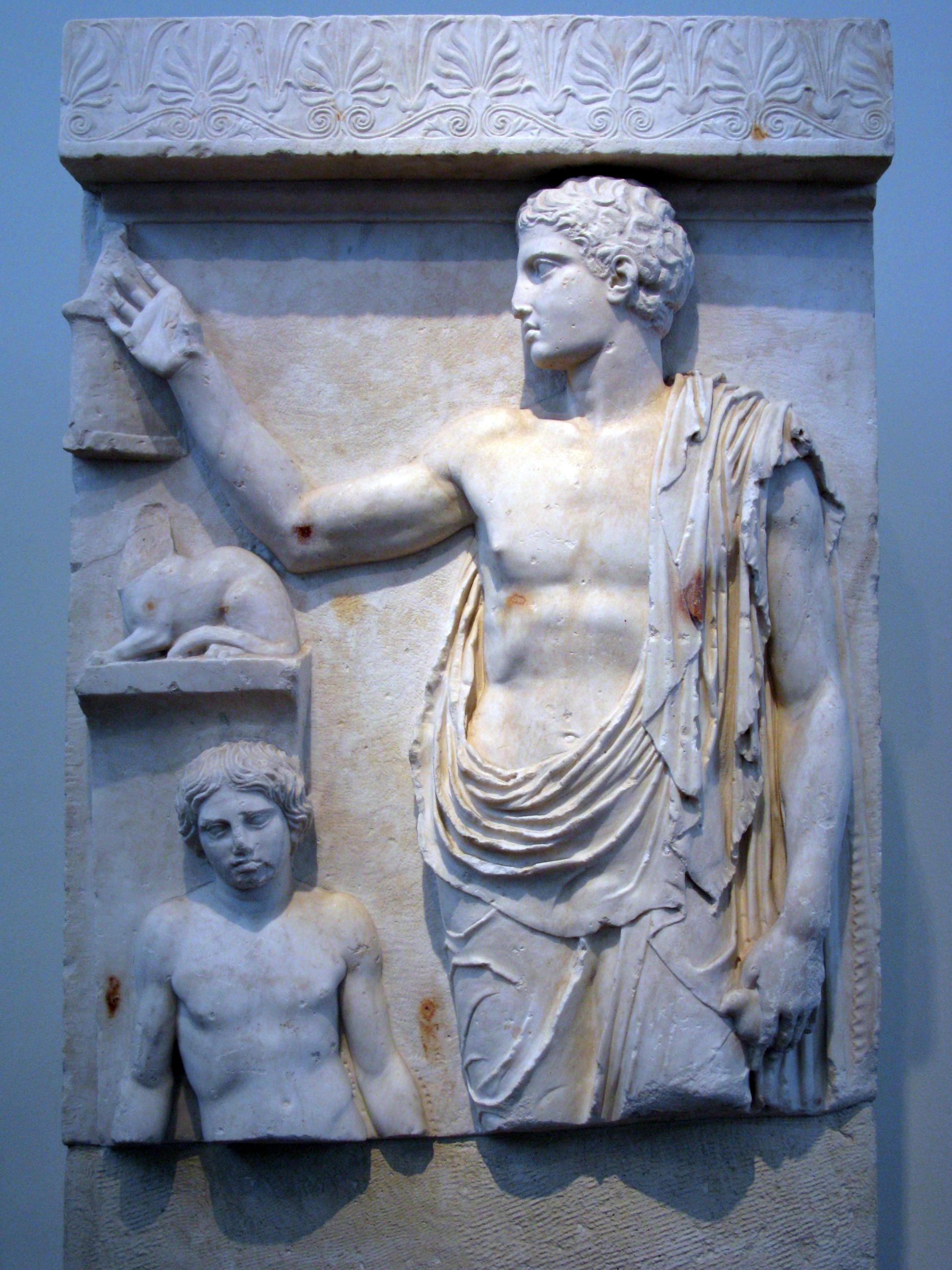
Grabstele eines Jünglings des Agorakritos
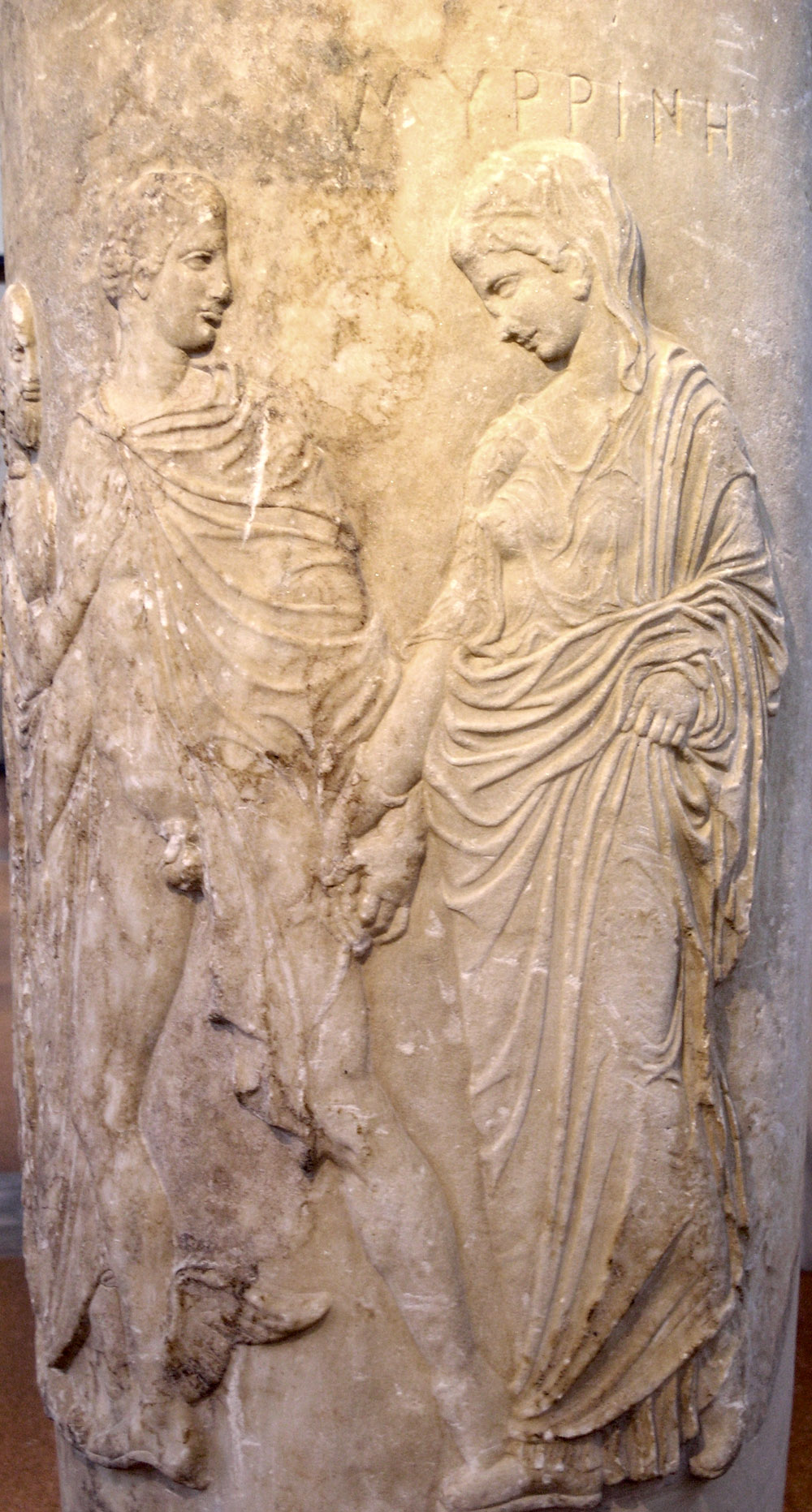
Grablekythos für Myrrhine

#### Saal 17: Skulpturen aus Tempeln
Der Saal zeigt Marmormetopen aus dem Hera-Tempel bei Argos. Sie zeigen eine Amazonomachie. Zudem sind Bruchstücke der Traufleiste und ein marmorner Kopf einer Hera-Statue ausgestellt. Hinzu kommen Weihereliefs aus verschiedenen Heiligtümern. Herausragende Stücke sind dabei ein Relief, das den Raub der Nymphe Basile durch Echelos zeigt, sowie das Schauspieler-Relief, das einen gelagerten Dionysos, drei Schauspieler mit ihren Masken und eine Mänade zeigt. Von vielen Forschern wird es mit der Aufführung von Euripides’ Tragödie „Die Bakchen“ in Zusammenhang gebracht, was es zu einem über den künstlerischen Aspekt hinaus reichendes historisches Dokument machen würde.

#### Saal 18: Monumentale Grabreliefs des Reichen Stils
Während die Polis Athen in den drei letzten Jahrzehnten des 5. Jahrhunderts v. Chr. sowie im ersten Jahrzehnt des 4. Jahrhunderts v. Chr. durch schwierige Zeiten einschließlich einer Pestepidemie, bei der unter anderem Perikles starb, der Niederlage im Peloponnesischen Krieg sowie der Herrschaft der Dreißig zu verkraften hatte, erreichte die Kunst mit dem Reichen Stil einen weiteren Höhepunkt. Die Gestaltung der Grabbauten des Kerameikos wurde immer monumentaler. Häufig erreichten sie dir Form kleiner, Naïskos genannter, Grabbauten. Die Bildwerke zeigen die Isolation des Toten von den anderen abgebildeten Personen aus. Sehr gern gezeigt wird die dexiosis, der Handschlag zwischen Ehepartnern oder Eltern und Kindern. Die bedeutendsten Stücke sind das Grabrelief von Mikka und Dion sowie die berühmte Grabstele der Hegeso, die möglicherweise von Kallimachos geschaffen wurde.

#### Saal 19: Marmorkopien klassischer Bronzewerke des 5. Jahrhunderts v. Chr.
Nur in Ausnahmefällen haben sich in Griechenland rundplastische Bronzewerke erhalten, ein großer Teil der oftmals berühmten Kunstwerke wurde von den Römern verschleppt und später aufgrund ihres Materialwertes vernichtet. Vielfach haben sie sich allerdings in – nicht selten kleinformatigen – Marmorkopien erhalten. Von besonderer Bedeutung sind hier mehrere Kopien des sogenannten Kasseler Apolls, die den Gott als Apoll Parnopios, Heuschreckenabwehrer, zeigt, und die originalgetreue Replik der Athena Parthenos, die nach ihrem Fundort als „Athena Varvakion“ bekannt ist. Durch sie kann man sich bis heute das Aussehen der originalen Monumentalstatue gut vorstellen. Beides waren im Original Werke des Phidias. Weitere wichtige Werke sind die römerzeitliche Büste der Athena vom Pnyx, das Relief an einer Basis einer verschollenen Statue, die als Weihegeschenk für den Sieg bei einem Waffentanz gestiftet wurde und die Replik eines Kultbildes der Göttin Nemesis aus Rhamnous, dessen Original Agorakritos um 430 v. Chr. geschaffen hatte.

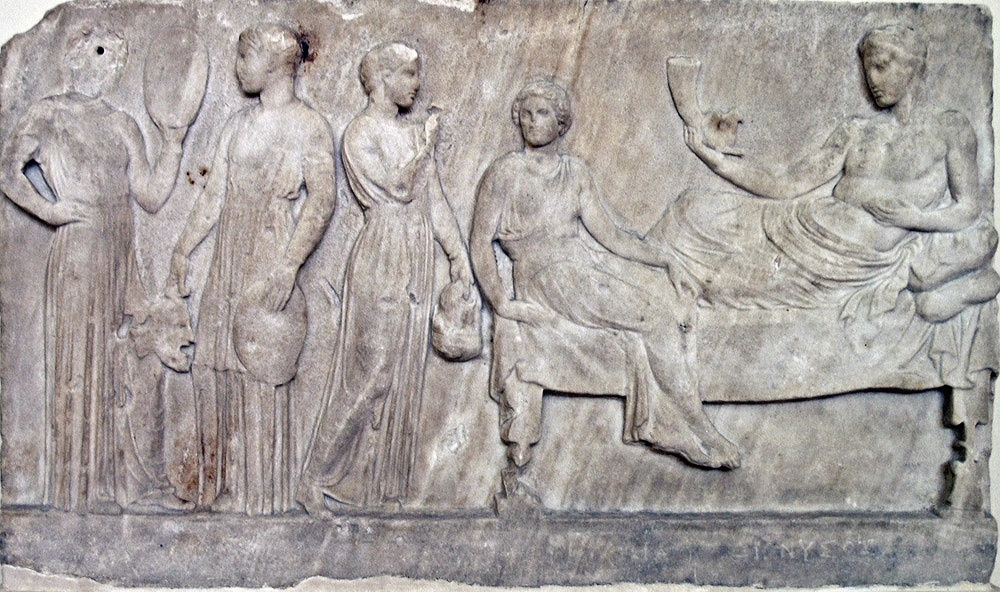
Schauspieler-Relief
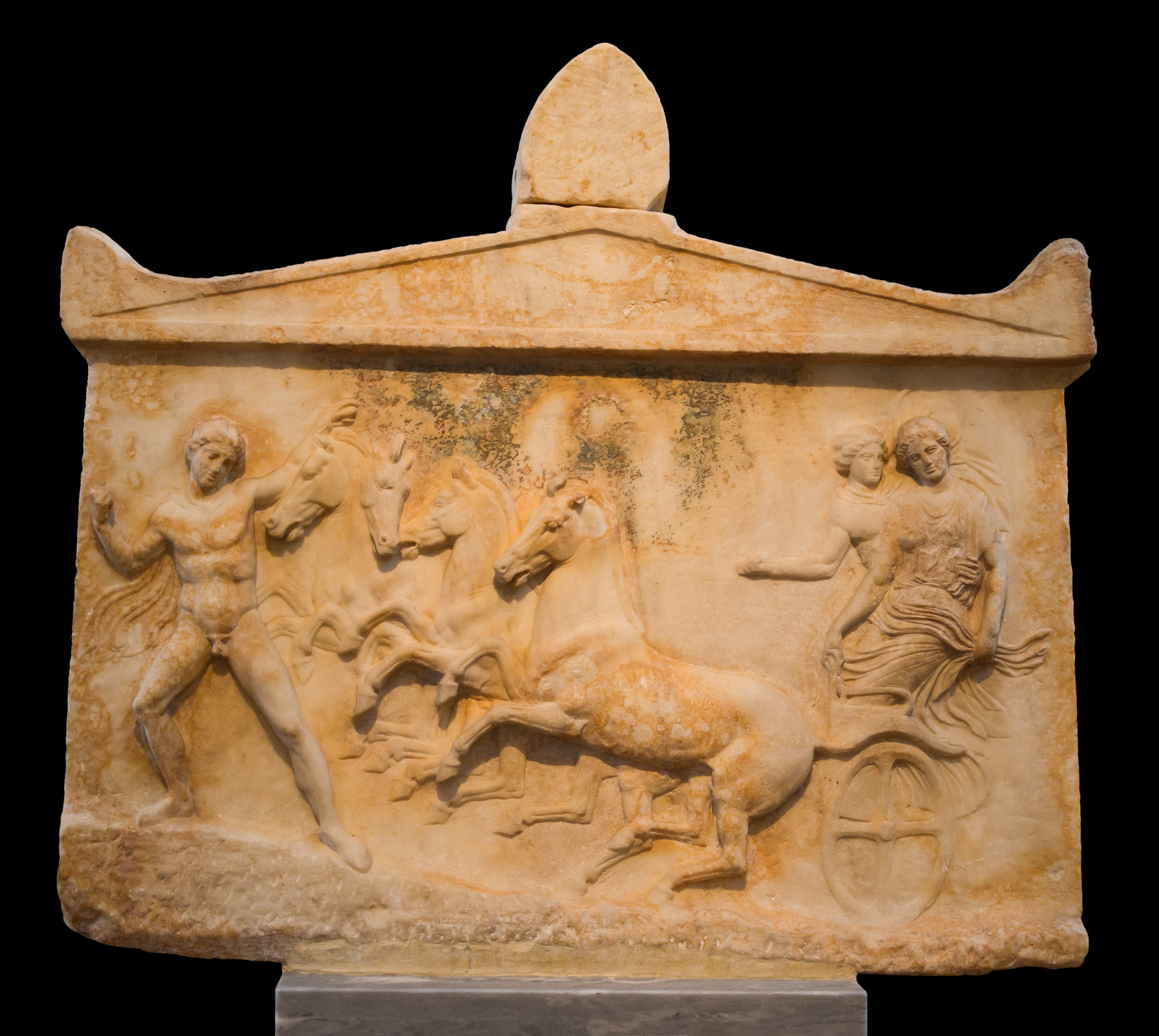
Relief mit dem Raub der Nymphe Basile durch Echelos
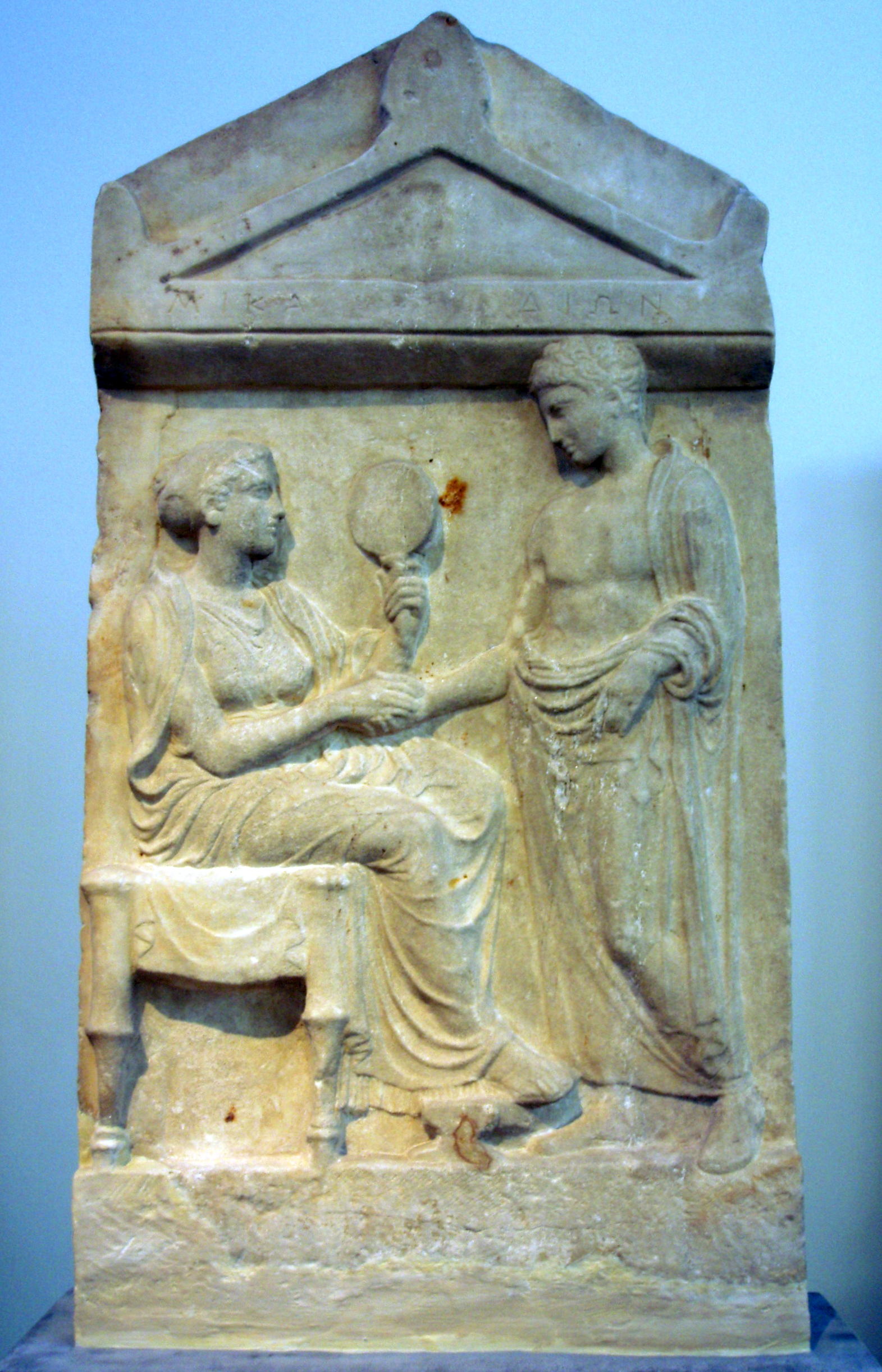
Grabrelief von Mikka und Dion
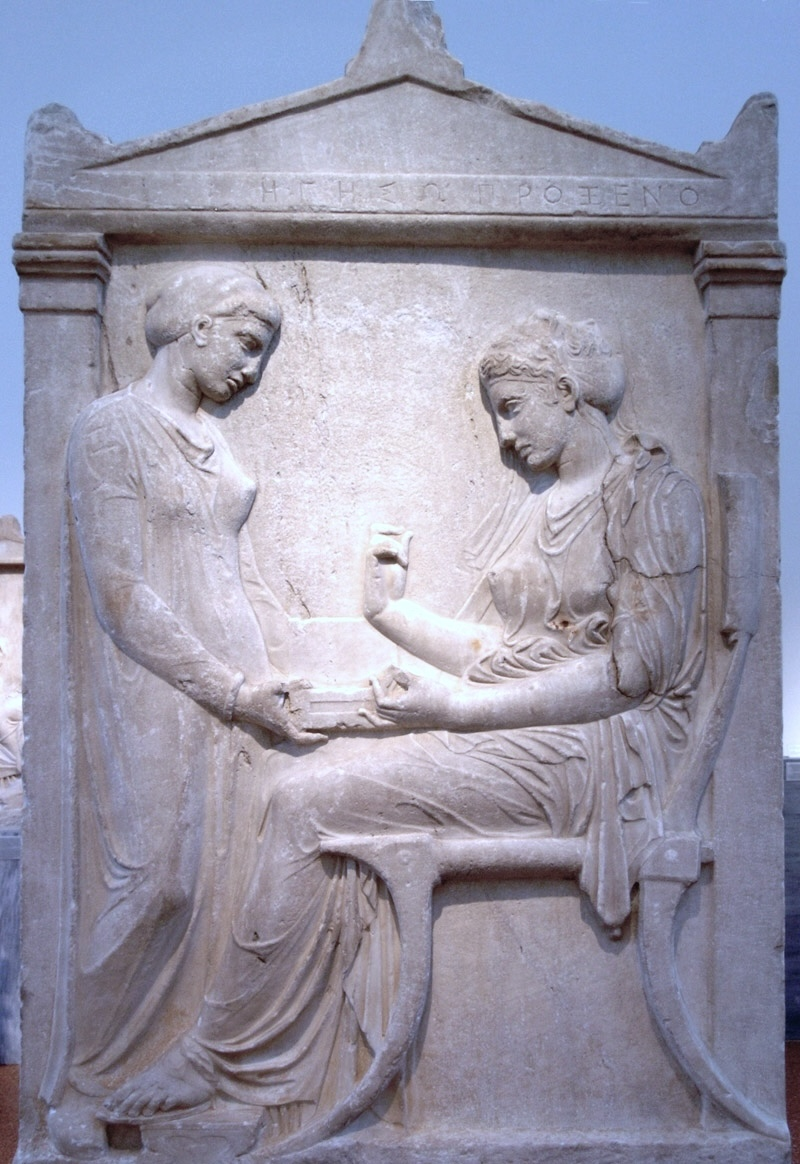
Grabstele der Hegeso
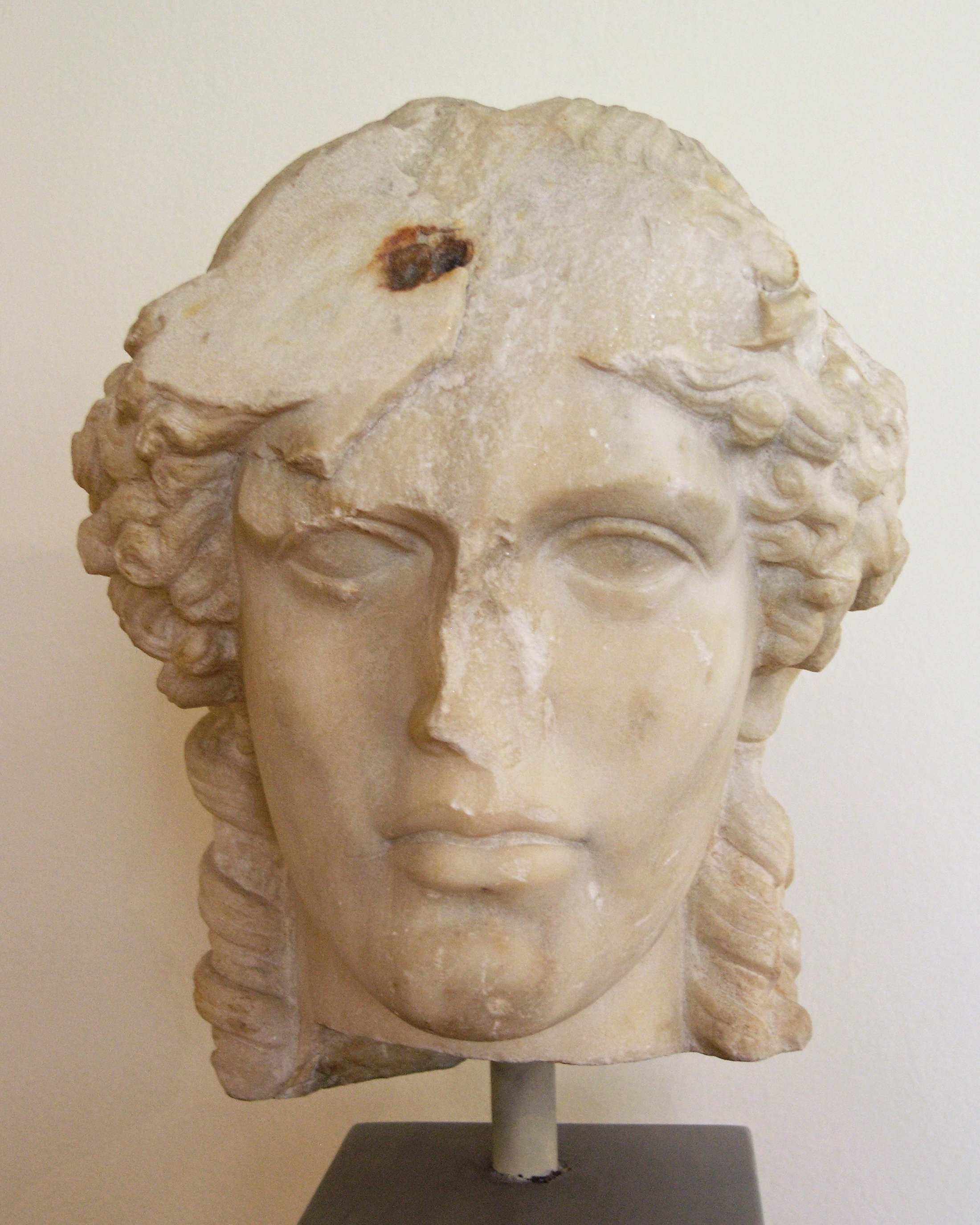
Kopfreplik des Kasseler Apolls
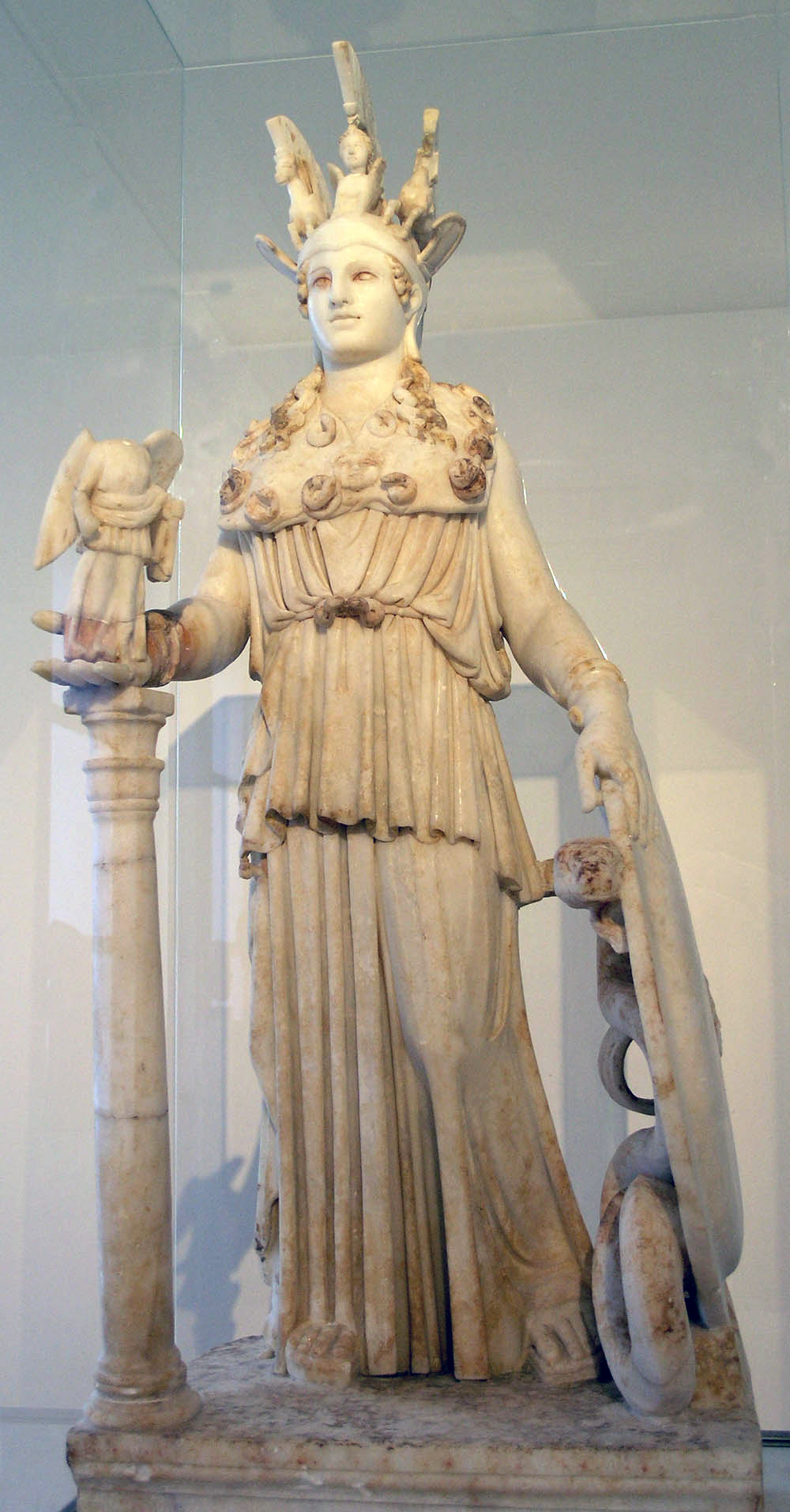
Athena Varvakion
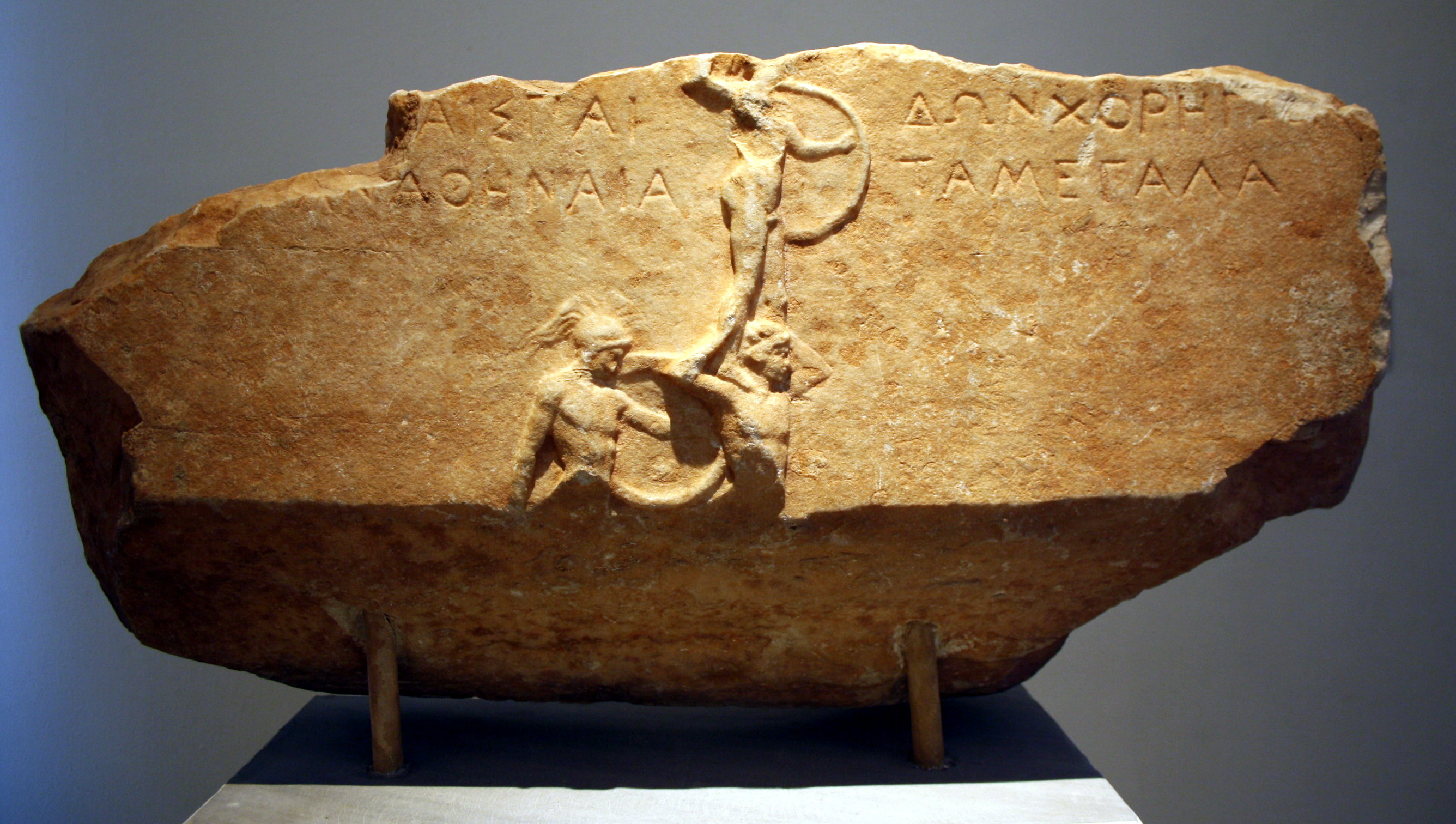
Waffentanz auf einem Relief

## Bedeutende Exponate
Die folgenden Ausstellungsstücke werden in eigenen Artikeln beschrieben:

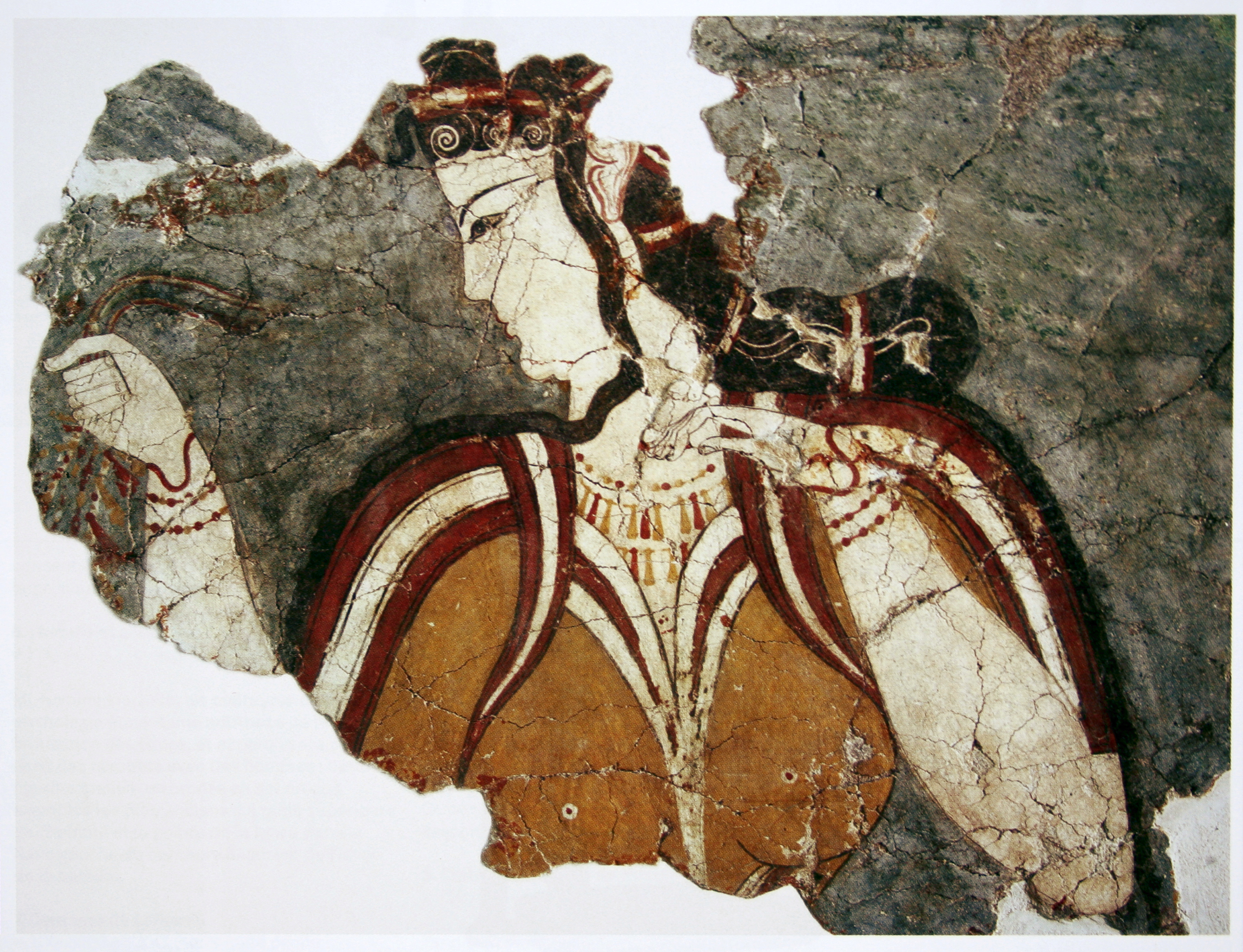
Dame aus Mykene
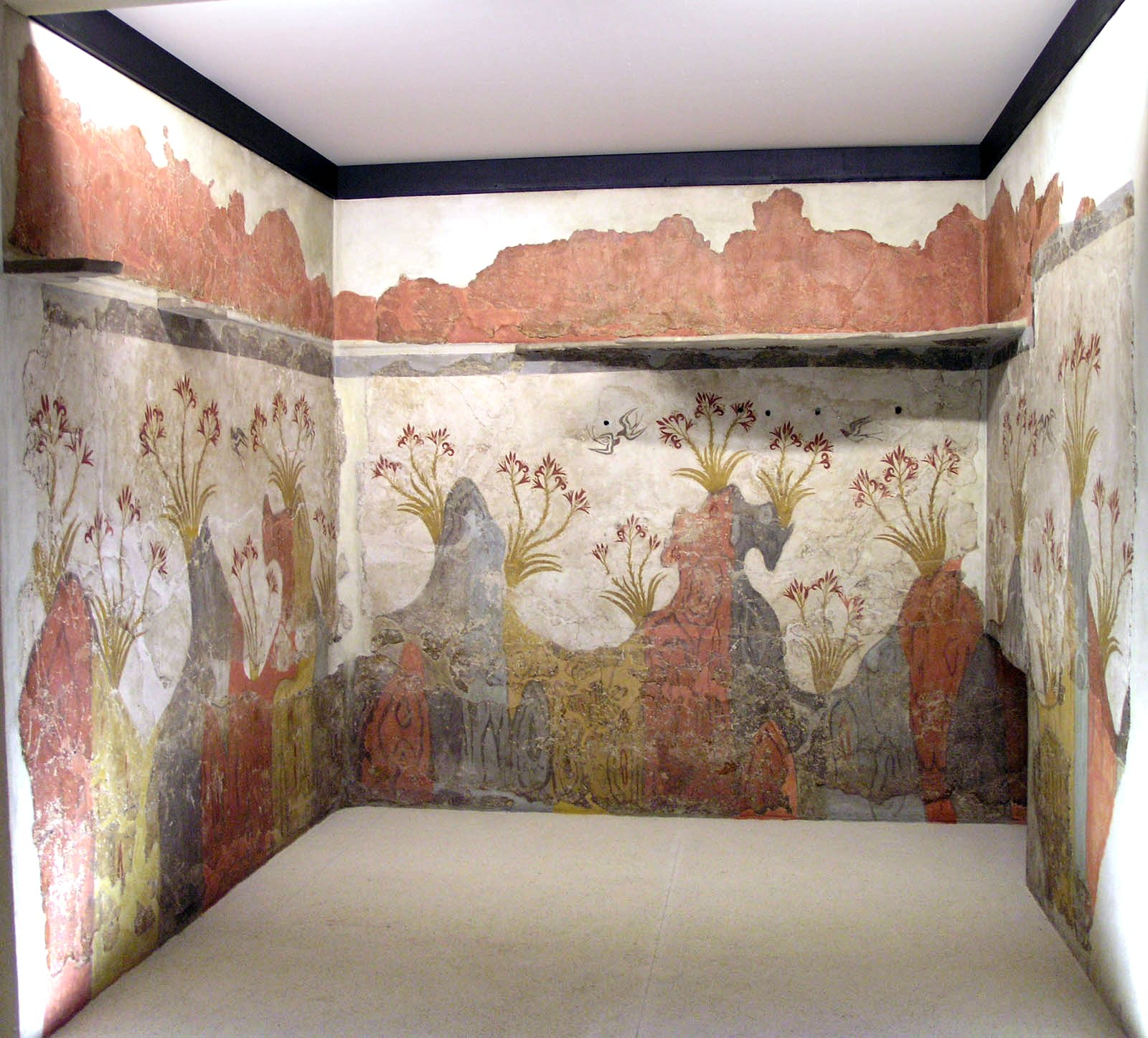
Der Frühling (Fresko aus Akrotiri)
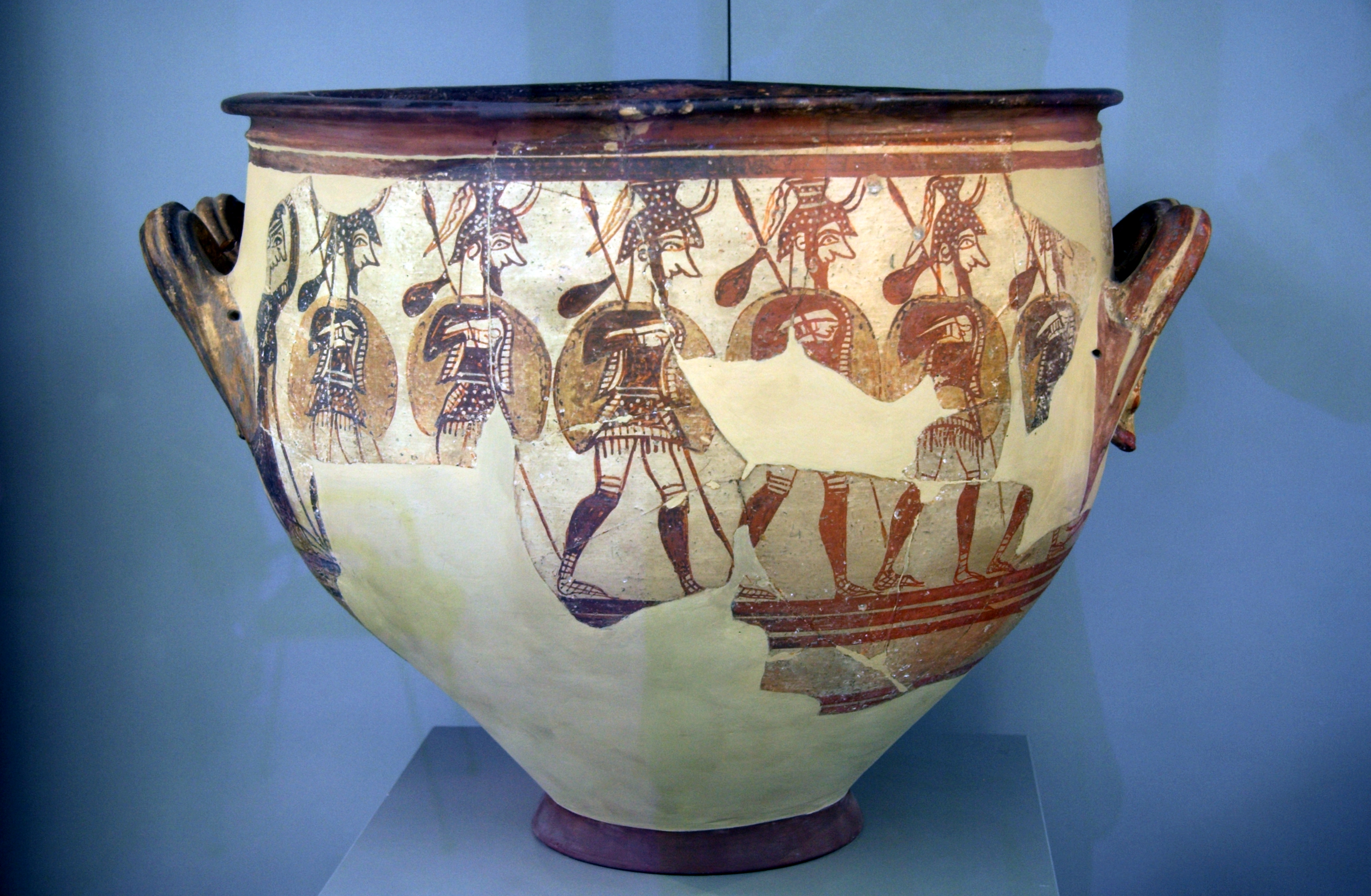
Kriegervase
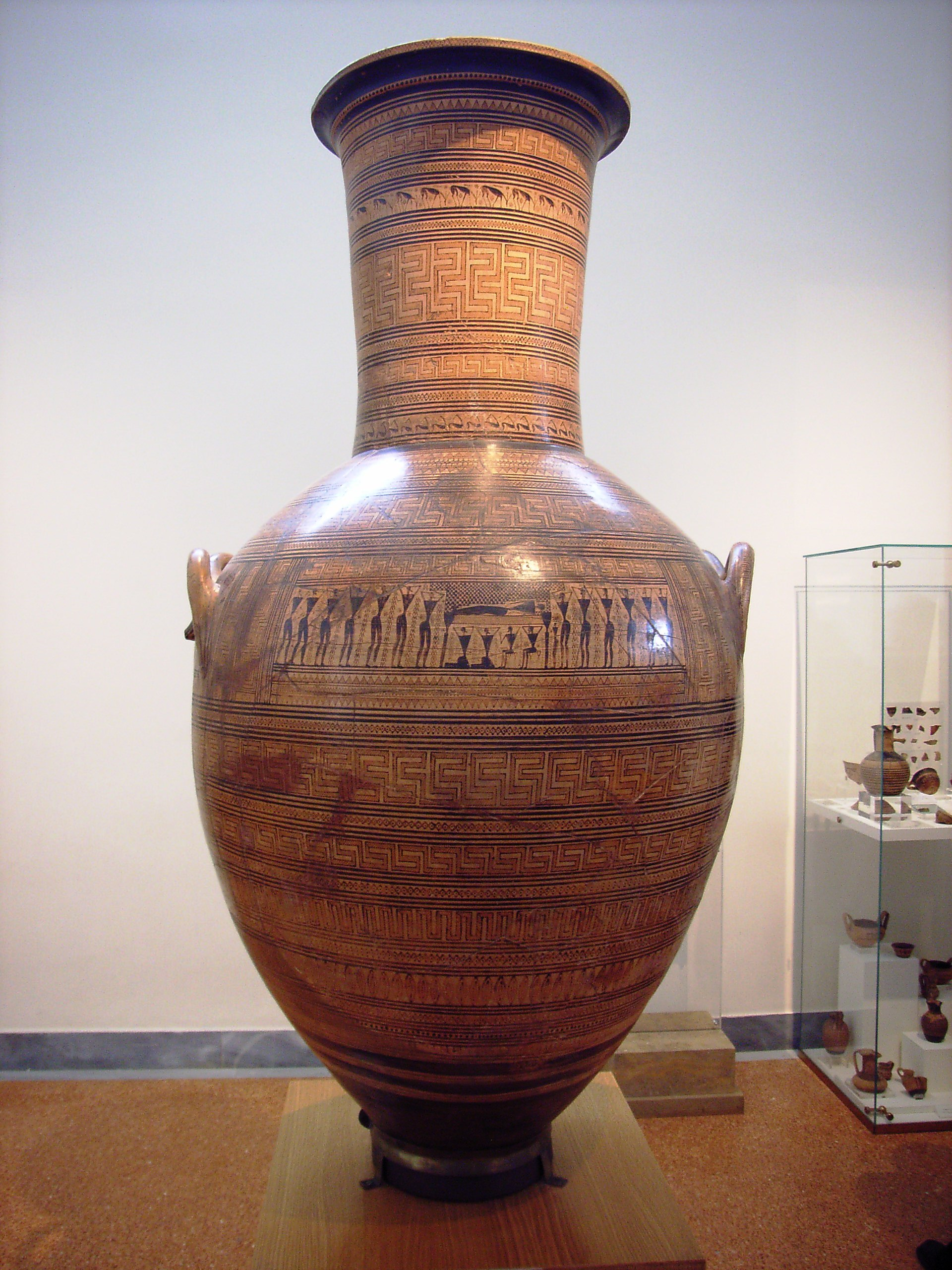
Dipylon-Amphora
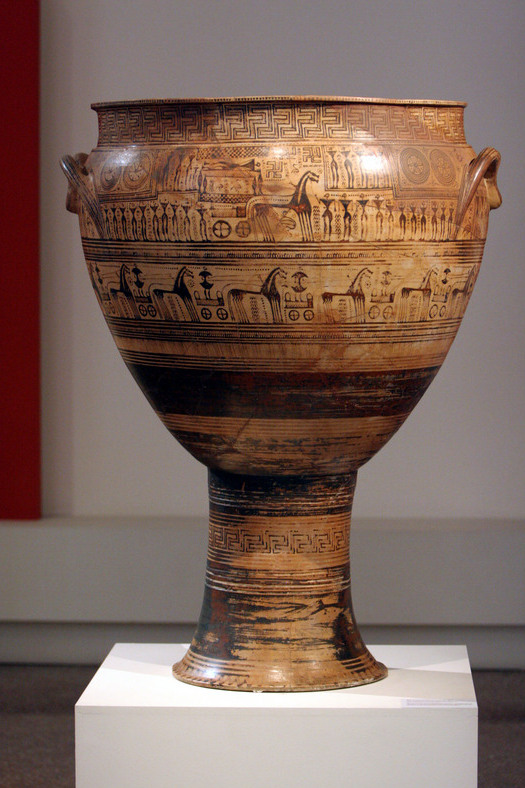
Hirschfeld-Krater
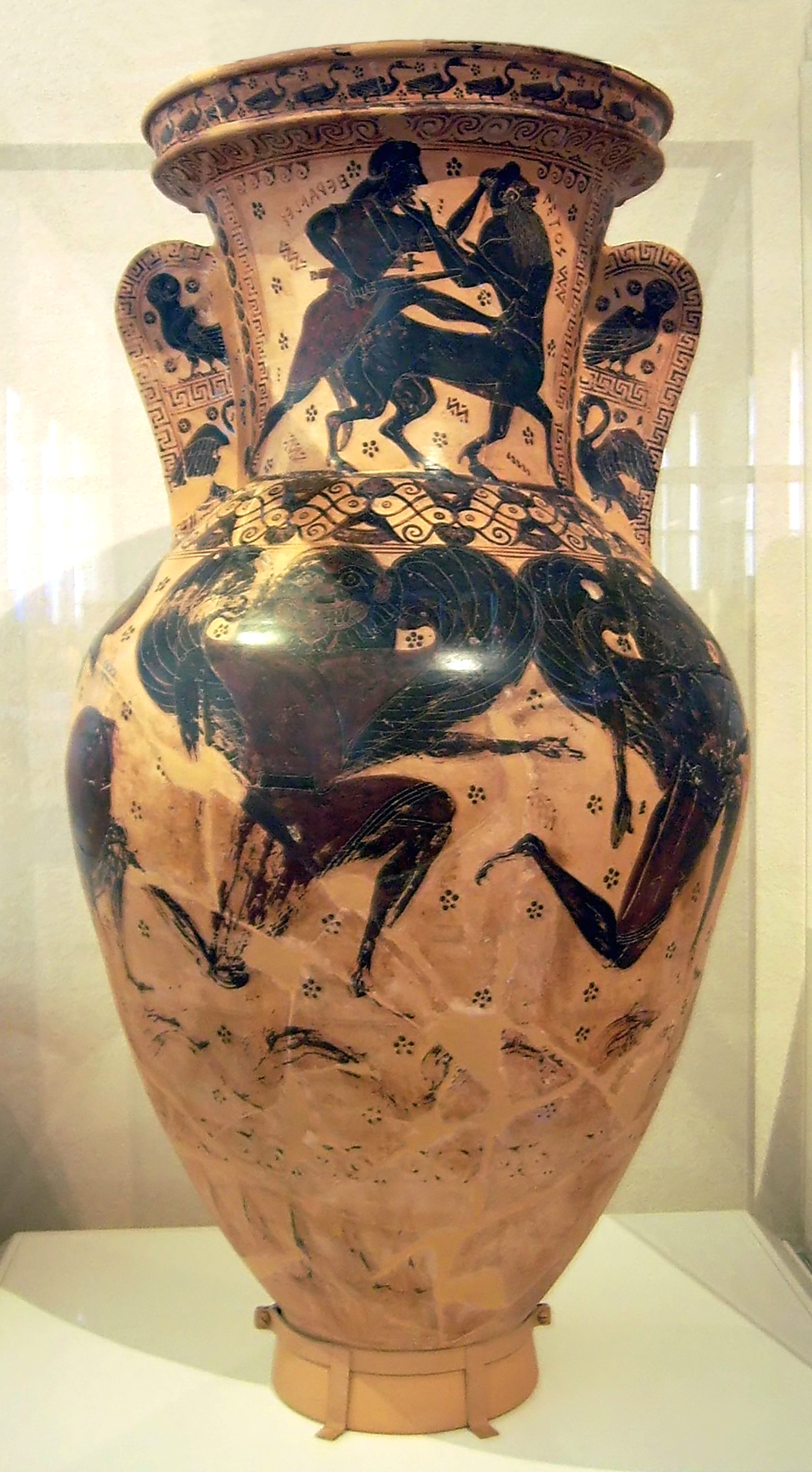
Nessos-Amphora
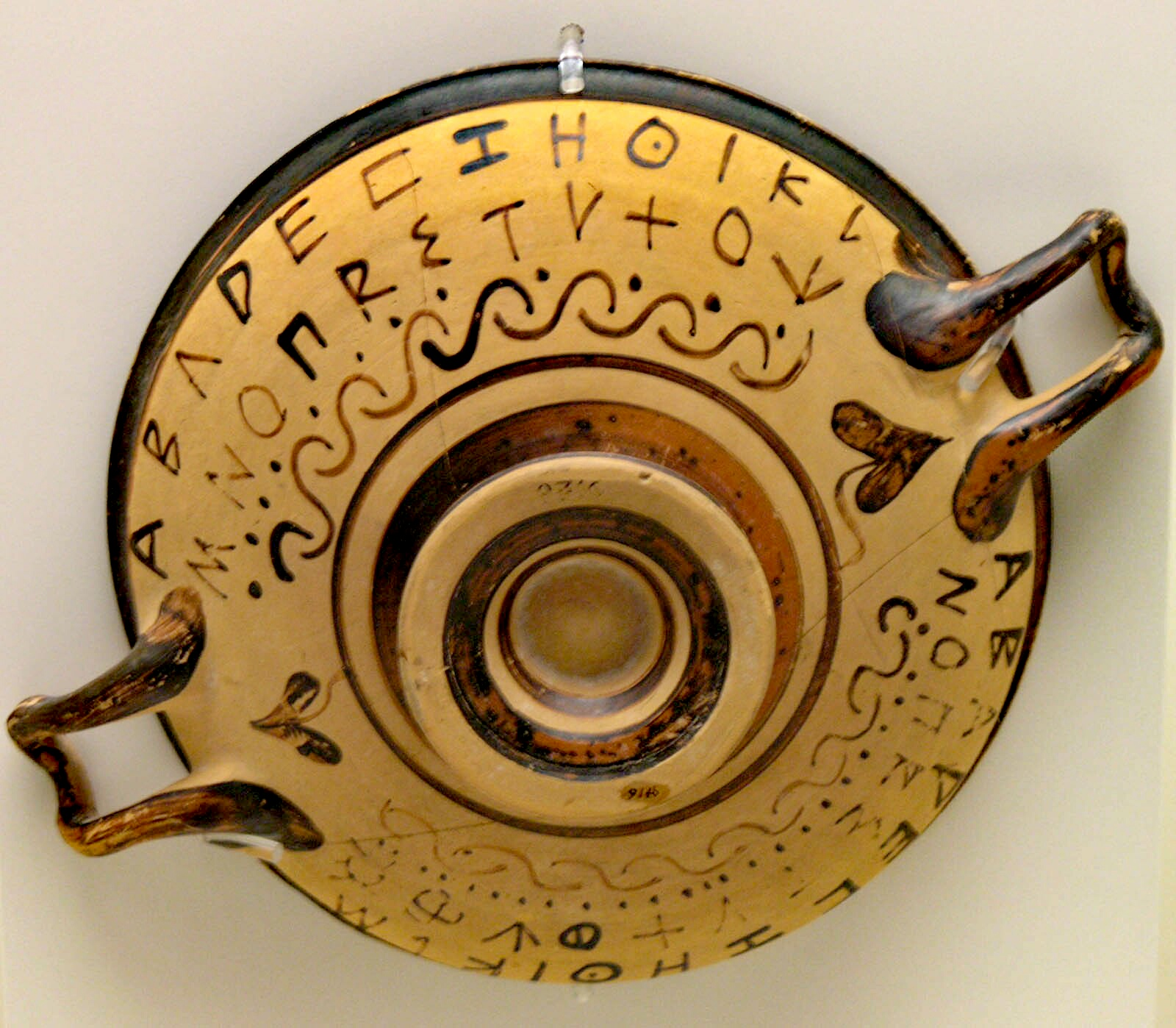
Schale mit Frühform des griechischen Alphabets
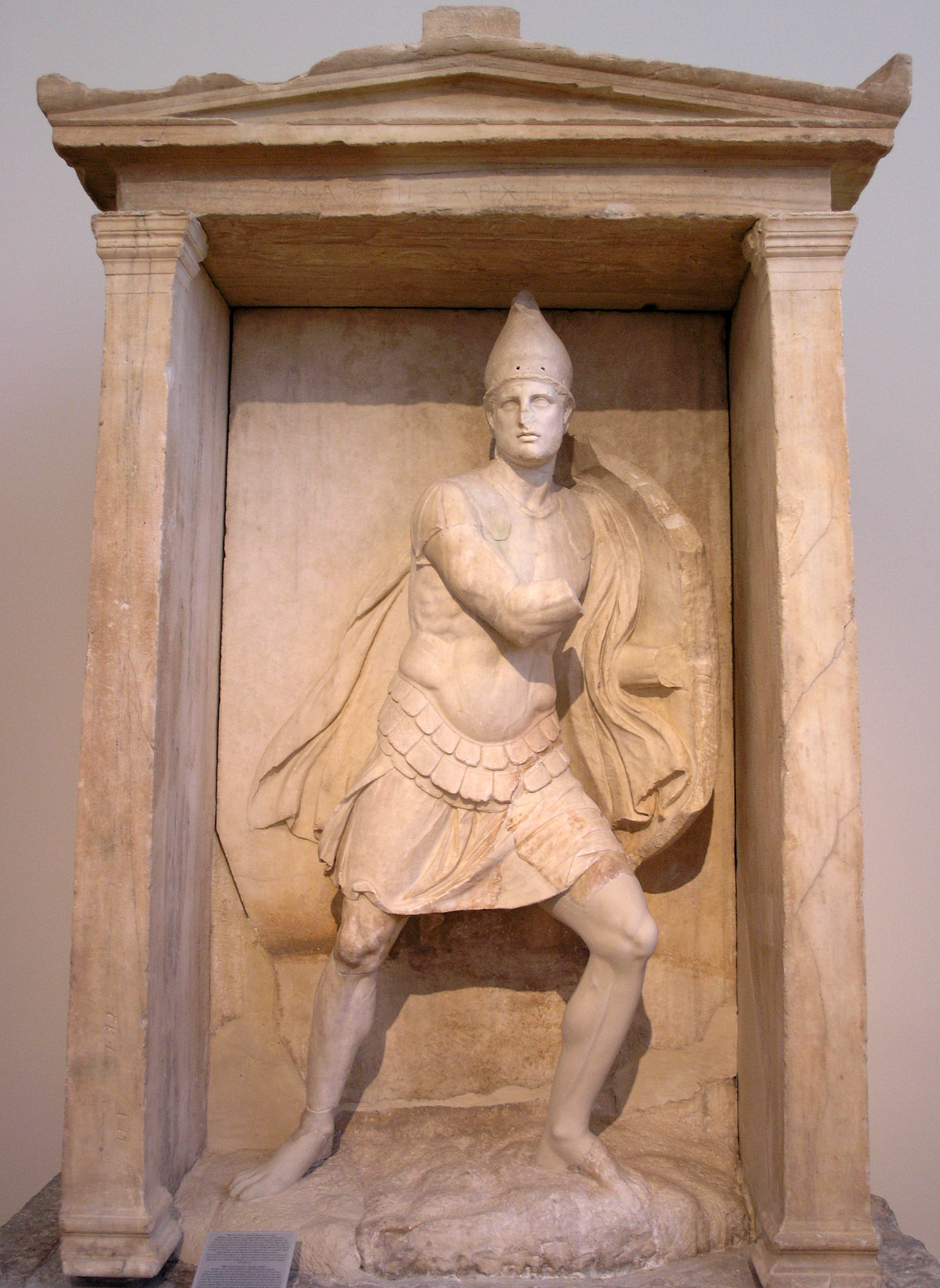
Grabnaïskos des Aristonautes
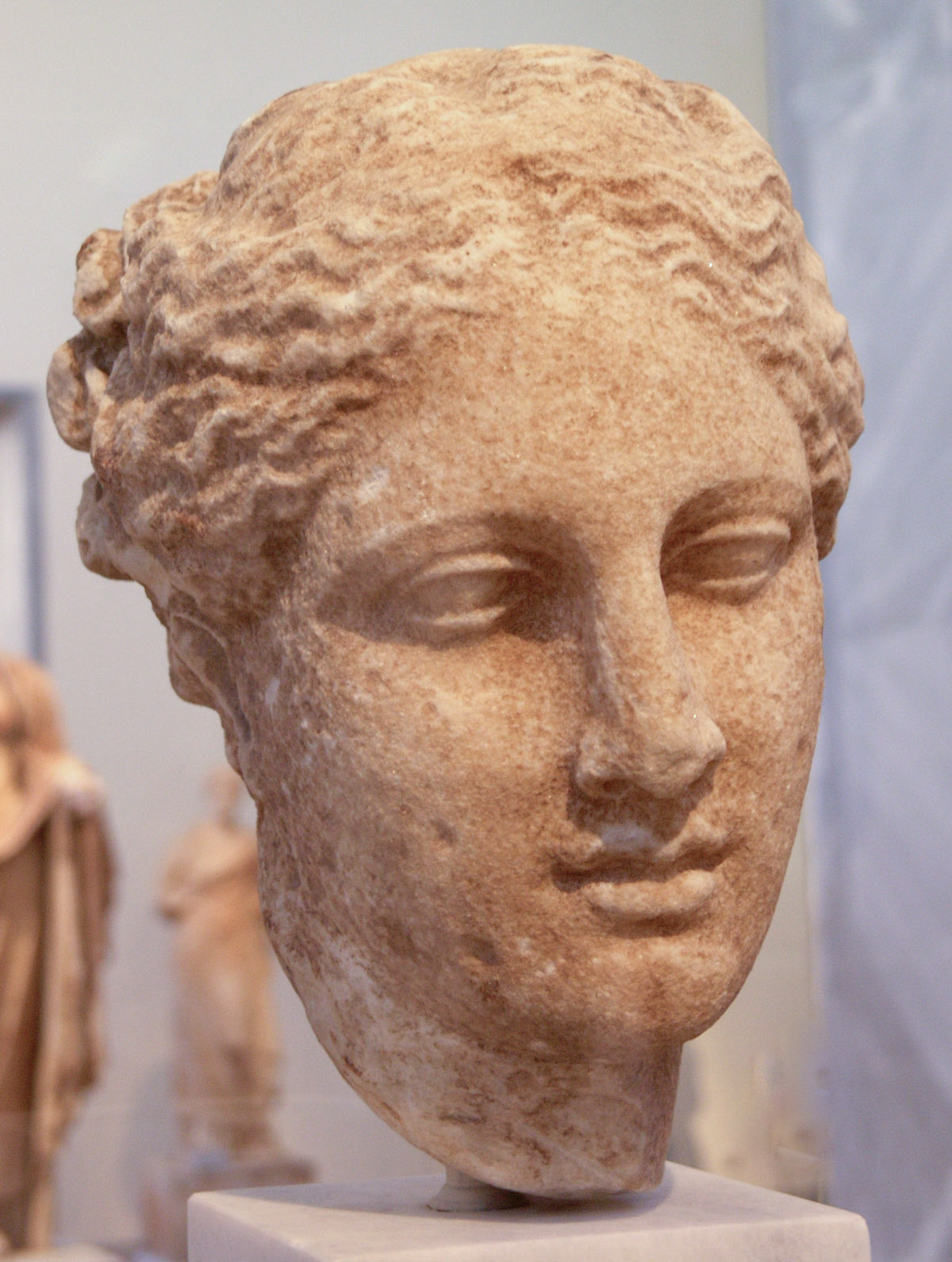
Kopf der Göttin Hygiea
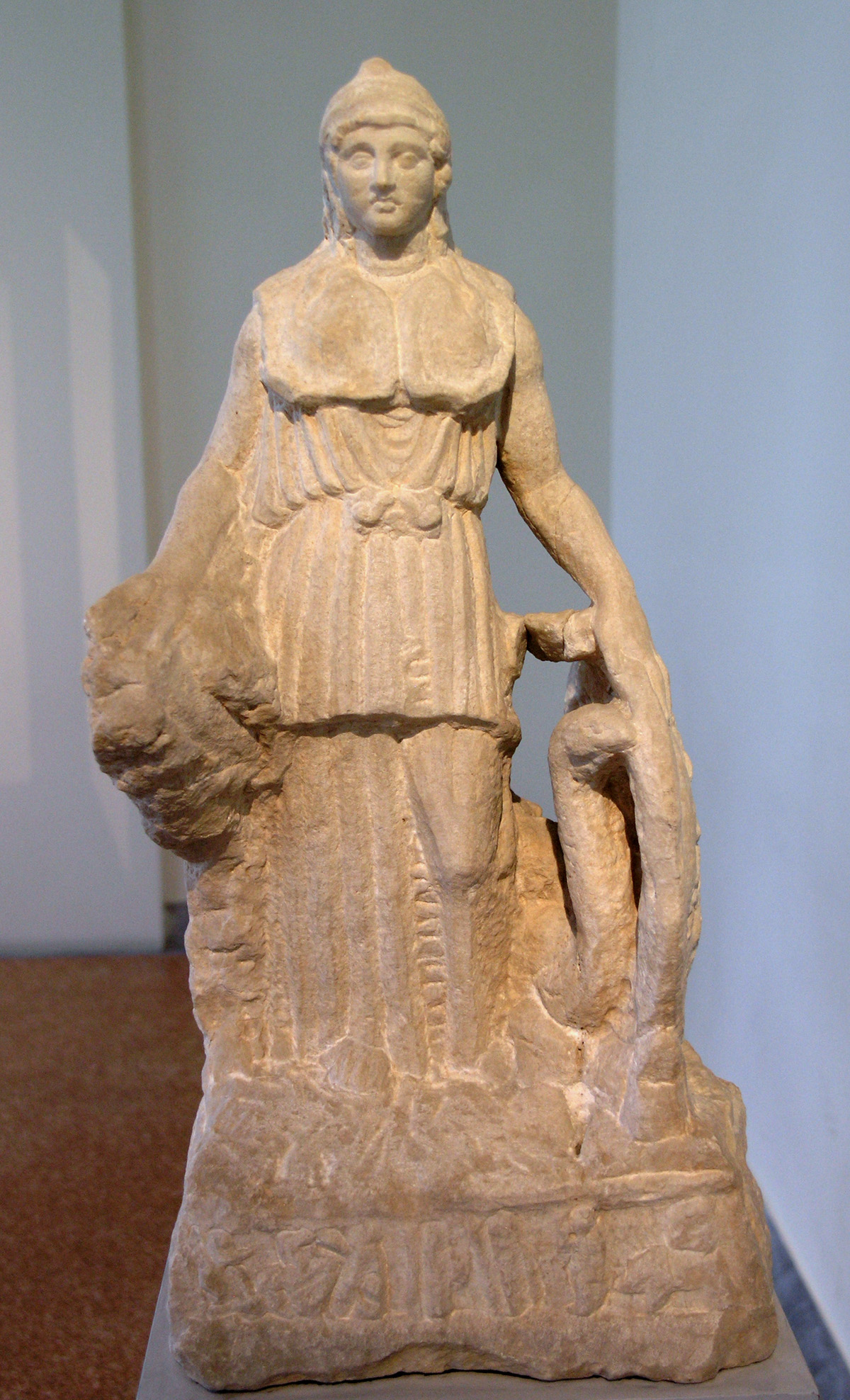
Athena Lenormant
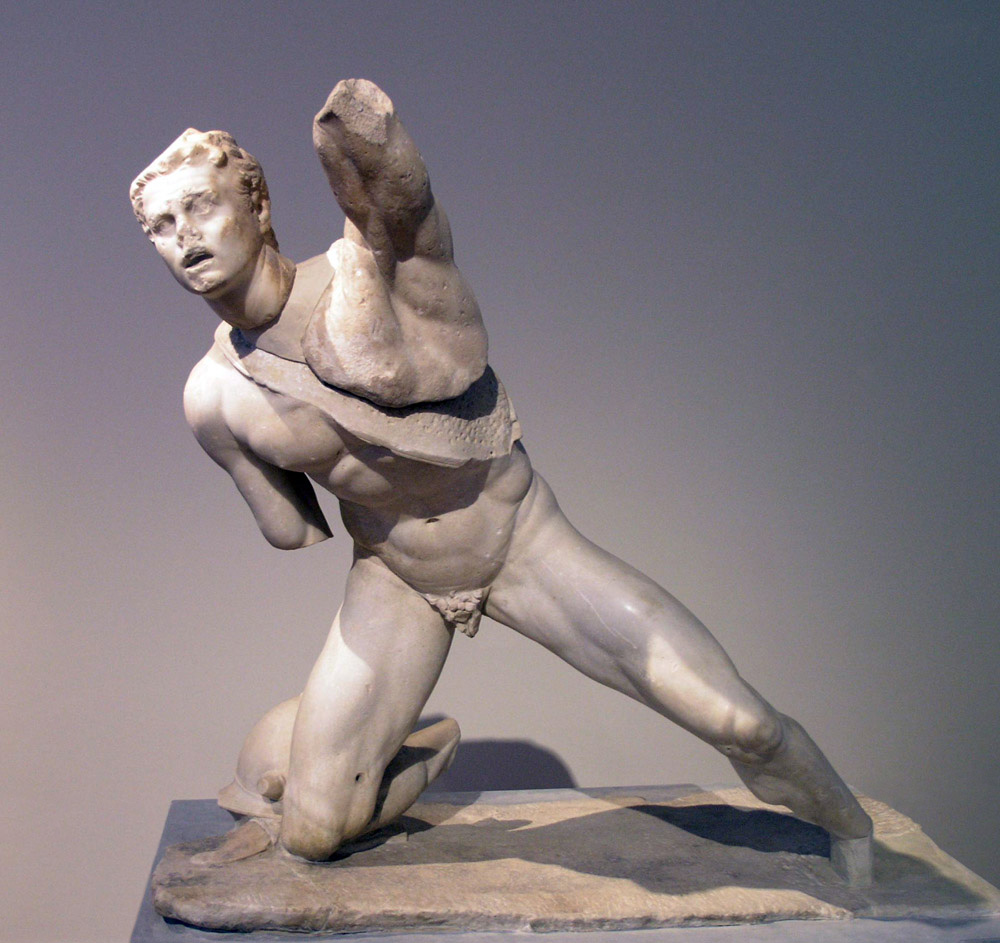
Verwundeter Gallier
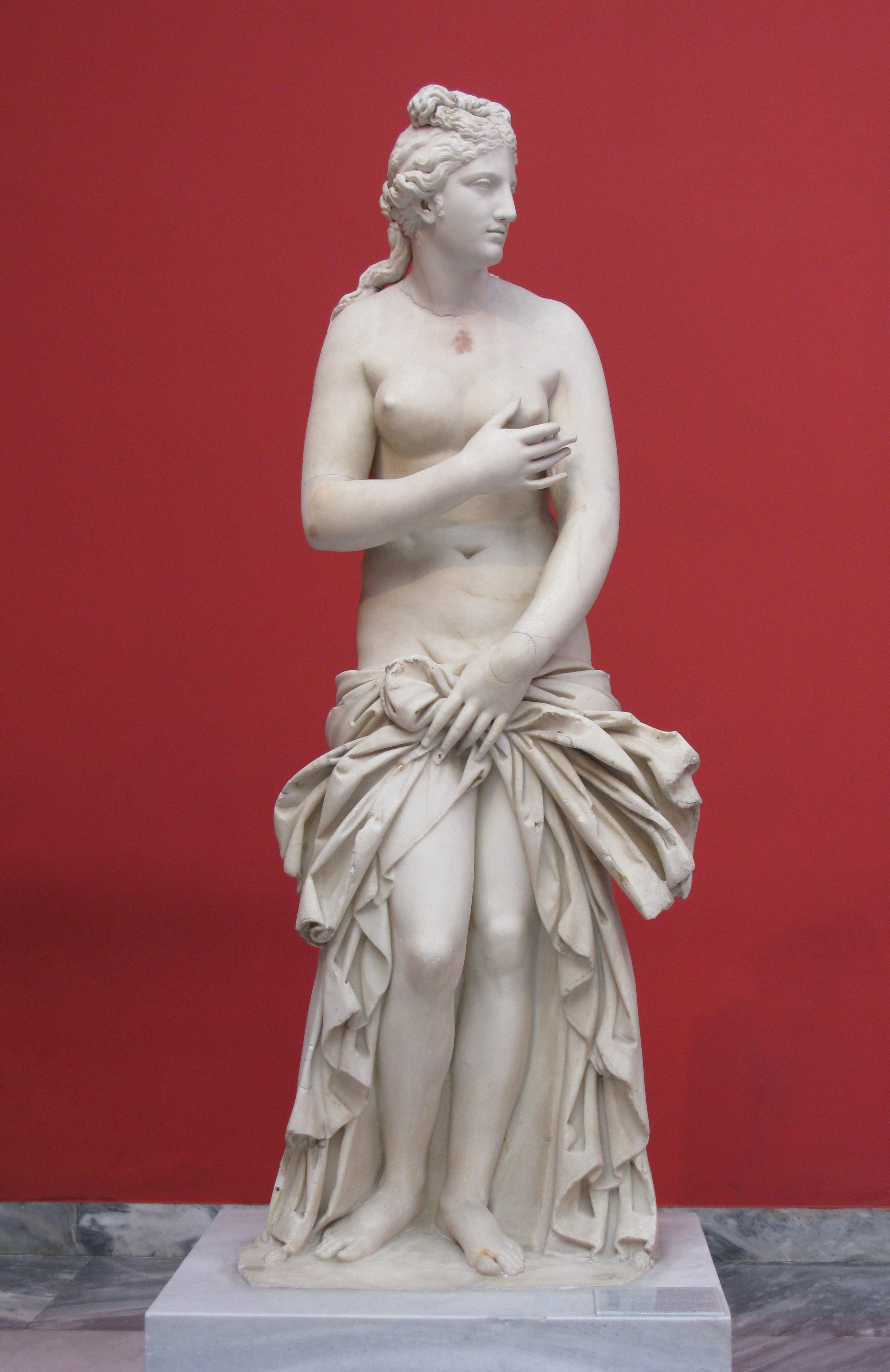
Aphrodite von Syrakus
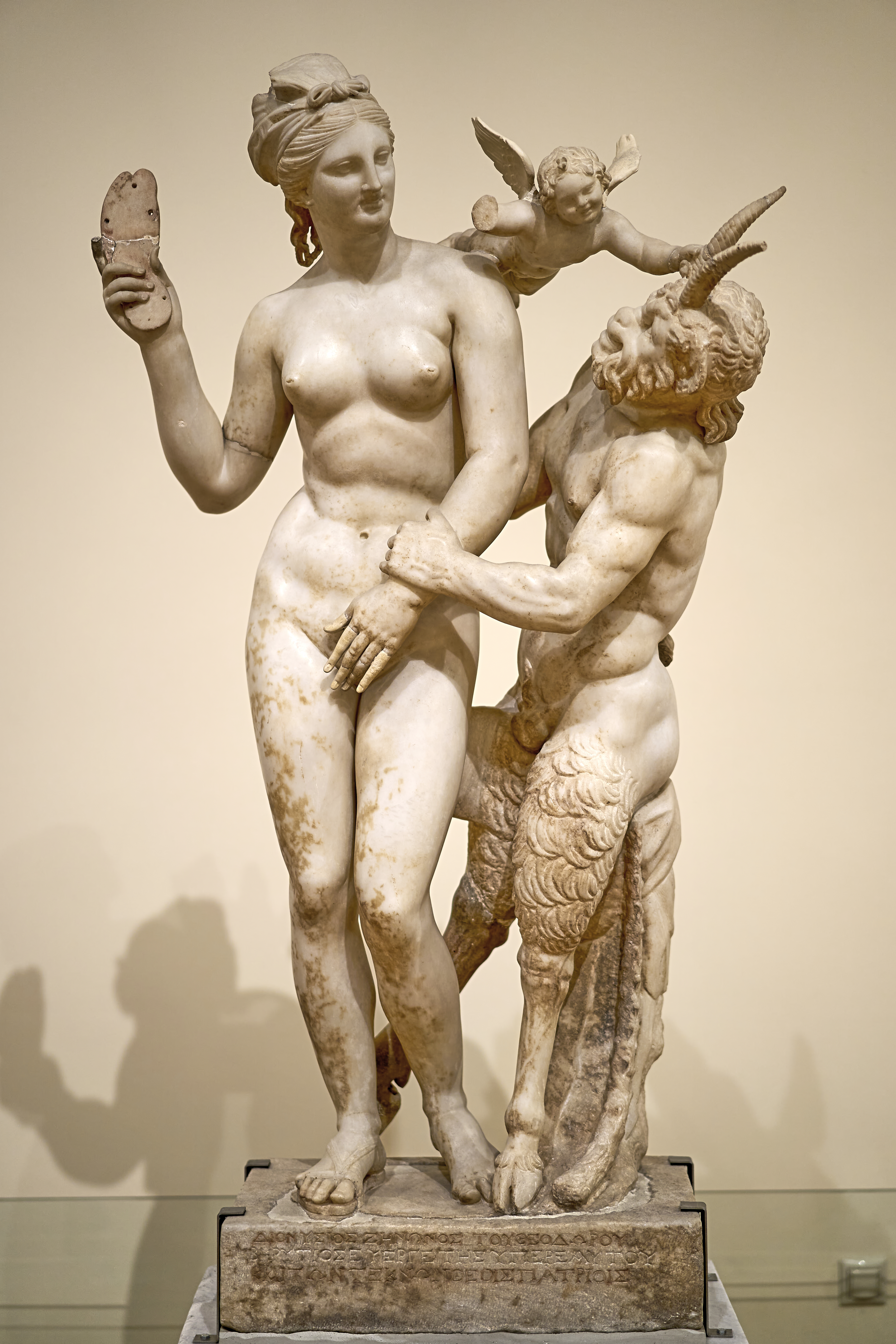
Gruppe von Aphrodite, Pan und Eros
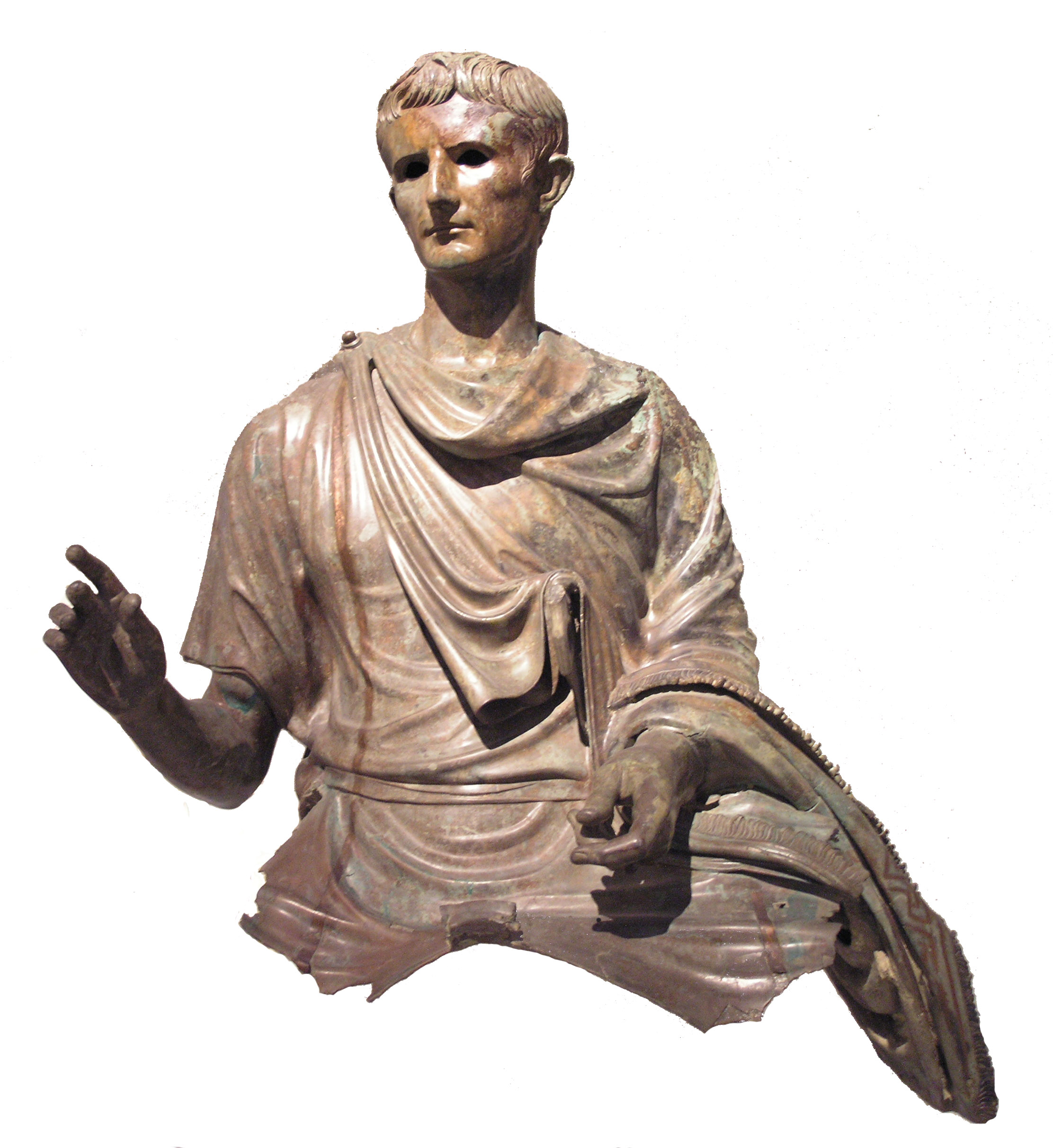
Bronzestatue des Kaisers Augustus
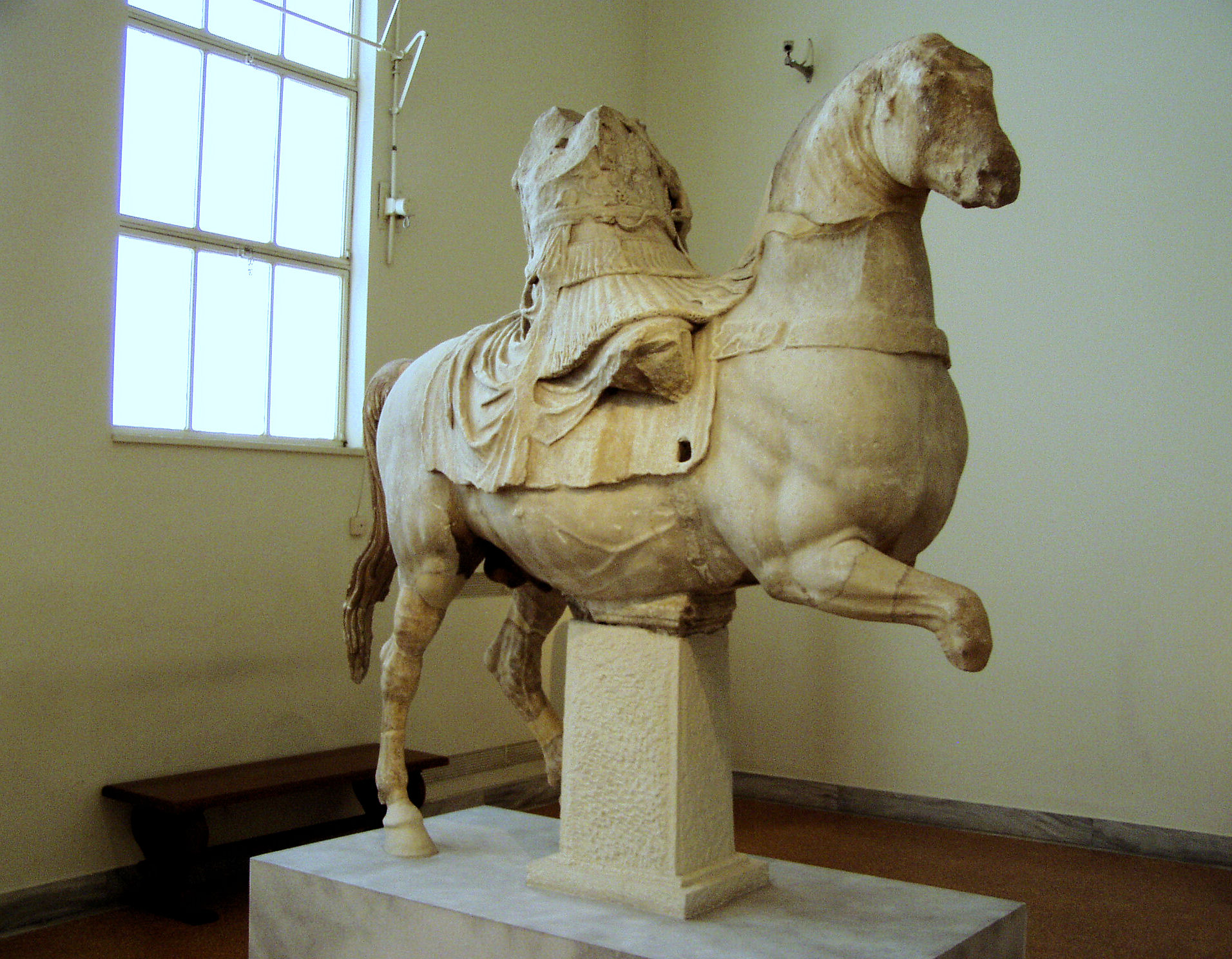
Reiterstatue
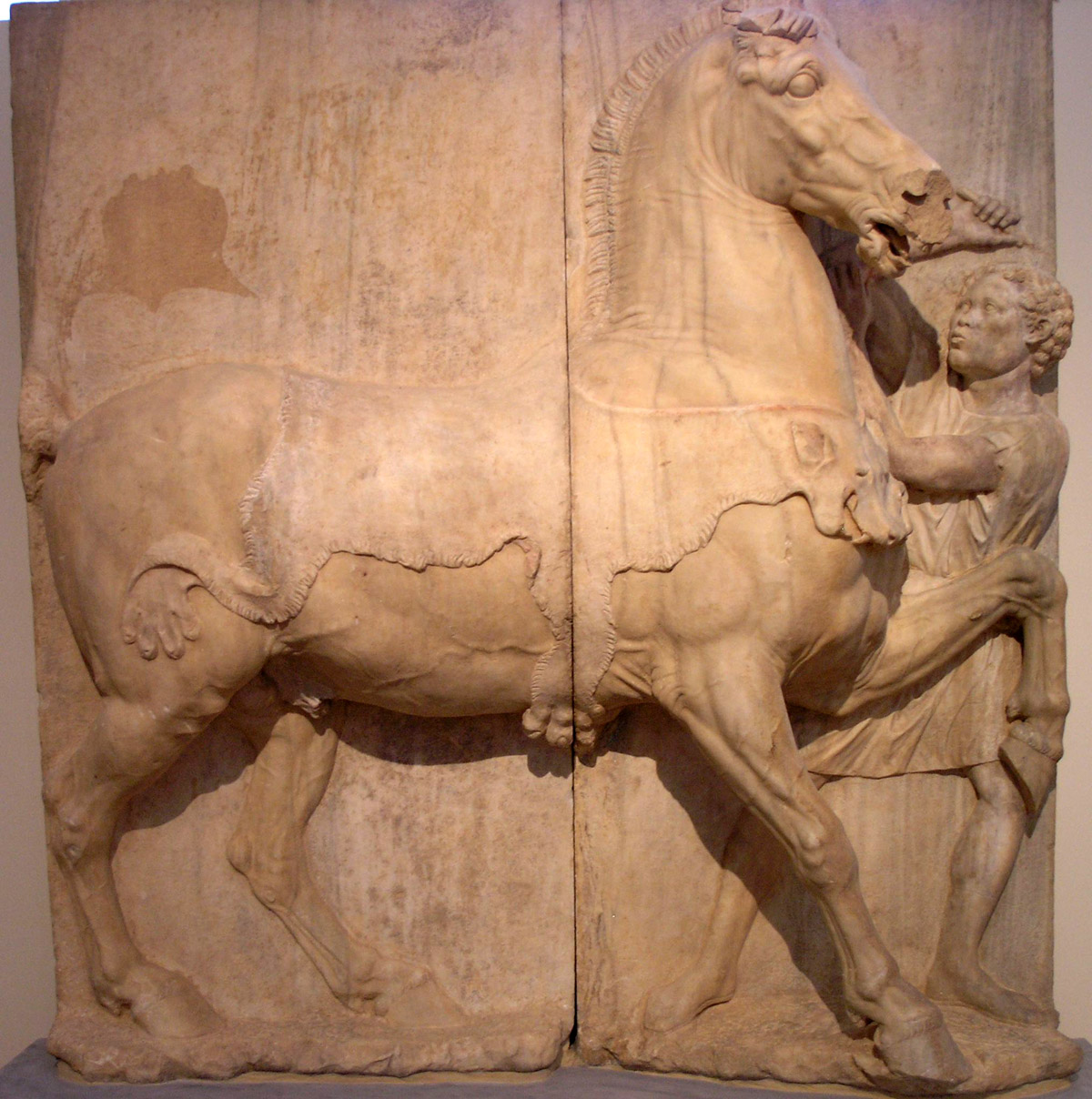
Grabrelief des Mithridates

- Fresken von Akrotiri (Santorin)
- sogenannte Goldmaske des Agamemnon
- Jüngling von Marathon
- Mechanismus von Antikythera aus dem Schiffswrack von Antikythera
- sogenannter Nestorbecher von Mykene
- Nike von Epidauros
- Poseidon vom Kap Artemision
- Reiter vom Kap Artemision
- Reliefdiskus (NAMA 3635)
- Statue der Priesterin Aristonoe
- Statue einer schlafenden Mänade
- Marmorstatue des Poseidon
- Statue eines Kindes (NAMA 3485)
- Statue eines jugendlichen Chlamysträgers
- Statuette eines Jungen (NAMA 2211)
- Statuette eines Jungen (NAMA 2772)

## Auszeichnungen
- 1974: Winckelmann-Medaille des Deutschen Archäologischen Instituts

## Sonderausstellungen
- 2004: Agon
- 2015–2016: A Dream Among Splendid Ruins… Strolling through the Athens of Travellers, 17th to 19th Century.
- 2016–2018: Odysseys
- 2017–2024: Hadrian and Athens. Conversing with an Ideal World.
- 2020–2022: Glorious Victories. Between Myth and History.
- weitere Ausstellungen in https://all4nam.com